# ドラゴンボールのゲームオリジナルの登場人物
ドラゴンボールのゲームオリジナルの登場人物（ドラゴンボールのゲームオリジナルのとうじょうじんぶつ）では、鳥山明原作の『ドラゴンボール』のゲームに登場する架空の人物について紹介する。
原作漫画『ドラゴンボール』に登場する人物に関しては、「ドラゴンボールの登場人物」を参照。また『ドラゴンボール』のアニメ版のみに登場する人物に関しては、「ドラゴンボールのアニメオリジナルの登場人物」を参照。ゲームオリジナルキャラクターが他のゲームに登場した場合の記述は、基本的にリンク先を参照。

## ドラゴンボール ファイティングヒーロー
- ババスキー[注 1][注 2]
- 上京（シャンキン）[注 1][注 2]
- ジャブ[注 1][注 2]
- ブルース・プー[注 1][注 2]
- ミスター北北（ミスターぺぺ）[注 1][注 2]
- ヤワラベアー[注 1][注 2]

## ドラゴンボール 熱血天下一武道会
- ババスキー[注 1][注 2]
- 上京（シャンキン）[注 1][注 2]
- ジャブ[注 1][注 2]
- ブルース・プー[注 1][注 2]
- ミスター北北（ミスターぺぺ）[注 1][注 2]
- ヤワラベアー[注 1][注 2]

## ドラゴンボール 神龍の謎
- クリリアン[注 3] - 宇宙一の殺し屋。
- バブラー
- ジャングル王ビンボ
- M・B軍将軍[注 3]
- コンペイ塔のロボット

## ドラゴンボール マッスルタワーの闘い
- ポテ[注 1][注 4]
- パンプ[注 1][注 4]
- オニオン[注 1][注 4]
- カロット[注 1][注 4]
- ベジタ[注 1][注 4]
- ニーバ村長[注 1][注 4]

## ドラゴンボール 大魔王復活
- シンセサイザー星人
- コンペイ様
- ウクレレ[注 5]
- バンジョー
- オルガン

「#既存のキャラクターの色違い」も参照。

## ドラゴンボールZ 強襲!サイヤ人
- ブロッコ[注 6]
- オニオン[注 6]
- 大猿オニオン

「#既存のキャラクターの色違い」も参照。

## ドラゴンボールZII 激神フリーザ!!
- ナップル[注 1]

「#既存のキャラクターの色違い」も参照。

## ファミコンジャンプII 最強の7人
- 偽カリン

「#既存のキャラクターの色違い」も参照。

## ドラゴンボールZ 超サイヤ伝説
味方キャラクター
- ツムリー
- マイーマ

敵キャラクター
- バナン

「#既存のキャラクターの色違い」も参照。

## ドラゴンボールZIII 烈戦人造人間
- イール[注 1]
- メーイ[注 1]
- フィッシ[注 1]

「#既存のキャラクターの色違い」も参照。

## ドラゴンボールZ外伝 サイヤ人絶滅計画
敵キャラクター
- キンカーン
  - ポンカーン
  - ボンターン
  - カワーズ

- アービー
  - ローザック
  - ジーク

- グーレ
  - スカッド
  - ブード

- ゴッドガードン
- ドクター・ライチー
- ゴーストライチー
- ハッチヒャック

その他のキャラクター
- パイレ人
- 宇宙海賊
- オウター人
- 海の主

「#既存のキャラクターの色違い」「#複数作品登場キャラクター」も参照。

## ドラゴンボールZ 真サイヤ人絶滅計画
敵キャラクター
- キンカーン
  - ポンカーン
  - カワーズ

- アービー
  - ジーク

- グーレ
  - スカッド
  - ブード

- ゴッドガードン
- ドクター・ライチー
- ゴーストライチー
- ハッチヒャック
- ハッチヒャック（分裂化）
- ハッチヒャック（巨大化）
- ハッチヒャック（パワーアップ形態）

その他のキャラクター
- 守護神
- 海の底の怪物
- 妖精
- ガラクタ商人

「#既存のキャラクターの色違い」「#複数作品登場キャラクター」も参照。

## ドラゴンボールZ 超悟空伝 -突激編-
- ランラン老子[注 1]
- グレート・リー[注 1]

## ドラゴンボールZ 悟空激闘伝
- バナン[注 1]
- ナップル[注 1]
- スーイ[注 1]

「#既存のキャラクターの色違い」も参照。

## ドラゴンボールZ V.R.V.S.
元々は週刊少年ジャンプ創刊25周年記念イベント「ジャンプマルチワールド」のために作られたゲームであり、後にアーケードゲーム化した。
- 魔人オゾット[注 3]

「#複数作品登場キャラクター」も参照

## ドラゴンボールZ2 (PlayStation 2)
- ゴタン[注 1]

「#既存のキャラクターのゲームオリジナル形態」も参照

## ドラゴンボール アドバンスアドベンチャー
- ウクレレ[注 5]

「#既存のキャラクターの色違い」も参照。

## ドラゴンボール RPG
2007年10月15日にサービスが開始された『ドラゴンボールモバイル』内で配信されていたゲーム『ドラゴンボール RPG』、『超ドラゴンボール RPG』、『ドラゴンボールウォーズ』には、原作に登場したキャラクターの色違いオリジナルキャラクターが多数登場している。現在はドラゴンボールモバイルのサービスが終了しているためプレイできない。
雑魚敵キャラクター
「#既存のキャラクターの色違い」も参照。

## ドラゴンボール改 サイヤ人来襲
雑魚敵キャラクター

ボス敵キャラクター
- パオパオ
- じゃあくな炎
- 八卦炉の炎
- 魔の炎
- ドンギラス
- 泉の魔人
- 泉の守り人
- ミドギラス
- サンドイーグル
- 発くつロボット改
- TPP-EX - 鶴仙人が桃白白の戦闘データを分析して作ったスーパーロボット。

その他のキャラクター
- モンゴメリー - グレゴリー一族の最長老
- スノ（22歳）

「#既存のキャラクターの色違い」も参照。

## ドラゴンボールオンライン
原作者の鳥山明が全面監修の下、日韓共同製作で開発されたオンラインMMORPG。2009年9月から韓国版、台湾版、香港版、中国版が順次サービス開始されたが、2013年10月に全サービスが終了した。日本版のサービス開始は行われなかったが、本作の設定やキャラクターは家庭用ゲーム『ドラゴンボール ゼノバース』シリーズにて再使用されている。
敵キャラクター
- トワ
- 人造人間ミラ
- チュライ
- ハルハル
- シュンシュン
- 人造人間9号
- 人造人間8000号
- 人造人間8000号マーク2
- 人造人間8000号MX
- 人造人間19000号
- セルX
- セルXジュニア
- フリーザ軍の残党
- ブヨン型の宇宙人
- ホワイト将軍2世
- 桃白白X
- ギランの末裔
- レッドパンツ軍
- ボーン将軍
- キャプテン・バクテリアン
- 野生化栽培マン
- パエリア一味 - ピラフに瓜二つの子孫パエリアと、その一味。

その他のキャラクター
- 時の界王
- ビイ - 魔人ブウ編に登場する盲目の少年
- ヤードラット星人
- ミセス・ブウ（ミス・ブウ）
- ベビー・ブウ（赤ちゃんブウ）
- ミニスター・ブウ
- カプセルコーポレーションの研究員・ガイ
- ヒョロロット
- ジベータ

「ドラゴンボールオンライン#その他のキャラクター」も参照。
「#アバター」「#既存のキャラクターのゲームオリジナル形態」「#複数作品登場キャラクター」も参照

## ドラゴンボール アルティメットブラスト
「#アバター」を参照

## ドラゴンボールヒーローズ
「#アバター」「#既存のキャラクターのゲームオリジナル形態」「#複数作品登場キャラクター」も参照

## ドラゴンボールZ ドッカンバトル
「#既存のキャラクターのゲームオリジナル形態」「#複数作品登場キャラクター」を参照

## ドラゴンボール ゼノバース
- 時の界王神
- トキトキ
- トワ
- 人造人間ミラ
- 魔神ドミグラ
- 魔神ドミグラ（最終形態）
- 未来戦士（サイヤ人） - 『週刊少年ジャンプ』などの誌面上で紹介されたアバター設定画。

「#アバター」「#既存のキャラクターの色違い」「#既存のキャラクターのゲームオリジナル形態」「#複数作品登場キャラクター」も参照

## ICカードダス ドラゴンボール
- モギーナ星人[注 6]

「#既存のキャラクターのゲームオリジナル形態」も参照

## ドラゴンボールフュージョンズ
「#アバター」「#既存のキャラクターのゲームオリジナル形態」「#複数作品登場キャラクター」も参照

## ドラゴンボール ゼノバース2
- 時の界王神
- トキトキ
- トワ
- 人造人間ミラ
- 人造人間ミラ（最終形態）[注 12]
- フュー[8][注 13]

「#アバター」「#既存のキャラクターのゲームオリジナル形態」「#複数作品登場キャラクター」も参照

## スーパードラゴンボールヒーローズ
「#アバター」「#既存のキャラクターのゲームオリジナル形態」「#複数作品登場キャラクター」も参照

## ドラゴンボール ファイターズ
- 人造人間21号[注 3]

## ドラゴンボール レジェンズ
- シャロット[10][注 3]
- ザッハ[注 3]
- ジブレット（フードの男・赤衣のサイヤ人）[注 3]
- シャレット[11] - シャロットとジブレットのフュージョン。

## ドラゴンボールZ カカロット
- ボニュー[注 3]
- 人造人間21号
- トワ
- ミラ
- ネッケ
- スイッカ
- ペーユ
- スピーニ

「#既存のキャラクターのゲームオリジナル形態」「#複数作品登場キャラクター」も参照

## 複数作品登場キャラクター

### サイヤ人関係者
原作に登場するサイヤ人については、サイヤ人を参照。
サイバイキング
見た目は栽培マン（サイバイマン）に似ているが角があり、マントを着ている。
| キャラクターの名称 | 配色                    | 登場作品                     | 備考 |
| ------------------ | ----------------------- | ---------------------------- | ---- |
| サイバイキング     | 肌が黄緑色 マントが朱色 | ドラゴンボールフュージョンズ |      |
ゴハンクス
| キャラクターの名称          | 登場作品                                                        | 備考           |
| --------------------------- | --------------------------------------------------------------- | -------------- |
| ゴハンクス：未来            | ドラゴンボールヒーローズ ドラゴンボールフュージョンズ           | [注 14][注 15] |
| EXゴハンクス                | ドラゴンボール フュージョンズ ドラゴンボールヒーローズ          | [注 14]        |
| ゴハンクス：ゼノ            | スーパードラゴンボールヒーローズ ドラゴンボールZ ドッカンバトル |                |
| 超サイヤ人3ゴハンクス：ゼノ | スーパードラゴンボールヒーローズ                                |                |
ベジークス
| キャラクターの名称         | 登場作品                                                        | 備考    |
| -------------------------- | --------------------------------------------------------------- | ------- |
| ベジークス：ゼノ           | スーパードラゴンボールヒーローズ ドラゴンボールZ ドッカンバトル |         |
| 超サイヤ人ベジークス：ゼノ | スーパードラゴンボールヒーローズ                                | [注 16] |
シャロット
| キャラクターの名称         | 登場作品                                                   | 備考 |
| -------------------------- | ---------------------------------------------------------- | ---- |
| シャロット                 | ドラゴンボール レジェンズ スーパードラゴンボールヒーローズ |      |
| 超サイヤ人シャロット       | ドラゴンボール レジェンズ スーパードラゴンボールヒーローズ |      |
| 超サイヤ人2シャロット      | ドラゴンボール レジェンズ スーパードラゴンボールヒーローズ |      |
| 超サイヤ人3シャロット      | ドラゴンボール レジェンズ スーパードラゴンボールヒーローズ |      |
| 超サイヤ人ゴッドシャロット | ドラゴンボール レジェンズ スーパードラゴンボールヒーローズ |      |
| シャロット（SSGSS）        | ドラゴンボール レジェンズ スーパードラゴンボールヒーローズ |      |
ジブレット
| キャラクターの名称         | 登場作品                  | 備考 |
| -------------------------- | ------------------------- | ---- |
| フードの男                 | ドラゴンボール レジェンズ |      |
| 赤衣のサイヤ人             | ドラゴンボール レジェンズ |      |
| ジブレット                 | ドラゴンボール レジェンズ |      |
| 超サイヤ人ゴッドジブレット | ドラゴンボール レジェンズ |      |
シャレット
シャロットとジブレットのフュージョン。
| キャラクターの名称 | 登場作品                  | 備考 |
| ------------------ | ------------------------- | ---- |
| シャレット[11]     | ドラゴンボール レジェンズ |      |
ビート（グレートサイヤマン4号）
| キャラクターの名称    | 登場作品                                                                           | 備考    |
| --------------------- | ---------------------------------------------------------------------------------- | ------- |
| ビート                | スーパードラゴンボールヒーローズ ワールドミッション ドラゴンボールZ ドッカンバトル | [注 17] |
| グレートサイヤマン4号 | スーパードラゴンボールヒーローズ ワールドミッション ドラゴンボールZ ドッカンバトル | [注 17] |

### ツフル人関係者
原作に登場するツフル人については、ツフル人を参照。
ゴッドガードン
| キャラクターの名称 | 登場作品                                                                         | 備考 |
| ------------------ | -------------------------------------------------------------------------------- | ---- |
| ゴッドガードン     | ドラゴンボールZ外伝 サイヤ人絶滅計画 ドラゴンボールZ 真サイヤ人絶滅計画 -宇宙編- |      |
ドクター・ライチー（ゴーストライチー）
| キャラクターの名称                | 登場作品 | 備考 |
| --------------------------------- | --- | ---- |
| Dr.ライチー（ドクター・ライチー） | ドラゴンボールZ外伝 サイヤ人絶滅計画 ドラゴンボールZ 真サイヤ人絶滅計画 ドラゴンボールヒーローズ ドラゴンボールZ ドッカンバトル |      |
ハッチヒャック

| キャラクターの名称                                        | 登場作品 | 備考   |
| --------------------------------------------------------- | --- | ------ |
| ハッチヒャック                                            | ドラゴンボールZ外伝 サイヤ人絶滅計画 ドラゴンボールZ 真サイヤ人絶滅計画 -宇宙編- ドラゴンボール レイジングブラスト2 ドラゴンボールヒーローズ ドラゴンボールZ ドッカンバトル | [注 8] |
| ハッチヒャック（分裂化）                                  | ドラゴンボールZ 真サイヤ人絶滅計画 -宇宙編- ドラゴンボールヒーローズ | [注 8] |
| ハッチヒャック（巨大化）                                  | ドラゴンボールZ 真サイヤ人絶滅計画 -宇宙編- ドラゴンボールヒーローズ | [注 8] |
| ハッチヒャック（パワーアップ形態） スーパーハッチヒャック | ドラゴンボールZ 真サイヤ人絶滅計画 -宇宙編- ドラゴンボールヒーローズ ドラゴンボールZ ドッカンバトル                                                                         | [注 8] |
| 破壊王[注 18]ハッチヒャック                               | ドラゴンボールヒーローズ |        |
| ハッチヒャック（超怨念増幅装置形態）                      | スーパードラゴンボールヒーローズ |        |
| ハッチヒャック（魔強化形態[注 19]）                       | スーパードラゴンボールヒーローズ |        |

### 界王関係者
原作に登場する界王関係者については、界王を参照。
時の界王
| キャラクターの名称 | 登場作品                 | 備考 |
| ------------------ | ------------------------ | ---- |
| 時の界王[5]        | ドラゴンボールオンライン |      |
トキトキ
| キャラクターの名称 | 登場作品                                                                              | 備考 |
| ------------------ | ------------------------------------------------------------------------------------- | ---- |
| トキトキ           | ドラゴンボール ゼノバース ドラゴンボール ゼノバース2 スーパードラゴンボールヒーローズ |      |
| ゴッドバード       | スーパードラゴンボールヒーローズ                                                      |      |
時の界王神
| キャラクターの名称       | 形態           | 登場作品 | 備考 |
| ------------------------ | -------------- | --- | ---- |
| 時の界王神               |                | ドラゴンボール ゼノバース ドラゴンボールヒーローズ ドラゴンボールZ ドッカンバトル ドラゴンボール ゼノバース2 |      |
| クロノア                 | 7500万年前の姿 | ドラゴンボールヒーローズ                                                                                     |      |
| 時の界王神（時の力解放） | 大人の姿       | スーパードラゴンボールヒーローズ ドラゴンボールZ ドッカンバトル                                              |      |
| 時の界王神（洗脳）       | 子供の姿       | スーパードラゴンボールヒーローズ ドラゴンボールZ ドッカンバトル                                              |      |
| 時の界王神（洗脳暴走）   | 大人の姿       | スーパードラゴンボールヒーローズ                                                                             |      |
アイオス
先代の時の界王神。
| キャラクターの名称     | 登場作品                                                        | 備考 |
| ---------------------- | --------------------------------------------------------------- | ---- |
| アイオス               | スーパードラゴンボールヒーローズ ドラゴンボールZ ドッカンバトル |      |
| アイオス（時の力解放） | スーパードラゴンボールヒーローズ                                |      |

### 人造人間関係者
原作に登場する人造人間については、人造人間 (ドラゴンボール)を参照。
人造人間9号
人造人間になったレッド総帥。顔の半分が機械になっていて以前より身体も大きくなっている。
| キャラクターの名称 | 形態                   | 登場作品                 | 備考 |
| ------------------ | ---------------------- | ------------------------ | ---- |
| 人造人間9号        | サイボーグ化レッド総帥 | ドラゴンボールオンライン |      |
人造人間21号
人造人間16号のモデルになった人物の母親。
| キャラクターの名称            | 形態                   | 登場作品 | 備考    |
| ----------------------------- | ---------------------- | --- | ------- |
| 人造人間21号（善）            | 善（人型）             | ドラゴンボール ファイターズ スーパードラゴンボールヒーローズ ドラゴンボールZ ドッカンバトル ドラゴンボール ゼノバース2 （DLC「魔人の後継者編パック」） ドラゴンボールZ カカロット | [注 20] |
| 極悪化[12][注 21]人造人間21号 | 善（人型）             | ドラゴンボール ゼノバース2 （DLC「無料アップデート第10弾」） （DLC「魔人の後継者編パック」）                                                                                      |         |
| 人造人間21号（善）            | 善（魔人型）           | ドラゴンボール ファイターズ スーパードラゴンボールヒーローズ ドラゴンボールZ ドッカンバトル                                                                                       | [注 22] |
| 人造人間21号（悪）            | 悪                     | ドラゴンボール ファイターズ スーパードラゴンボールヒーローズ ドラゴンボールZ ドッカンバトル                                                                                       | [注 22] |
| 人造人間21号（悪）            | 悪（超完全体セル吸収） | ドラゴンボール ファイターズ スーパードラゴンボールヒーローズ ドラゴンボールZ ドッカンバトル                                                                                       |         |
人造人間33号
ドクター・ゲロのコンピュータが悪人をベースに生み出した。
| キャラクターの名称 | 登場作品                     | 備考 |
| ------------------ | ---------------------------- | ---- |
| 人造人間33号       | ドラゴンボールフュージョンズ |      |
人造人間44号
ドクター・ゲロのコンピュータが悪人をベースに生み出した。
| キャラクターの名称 | 登場作品                     | 備考 |
| ------------------ | ---------------------------- | ---- |
| 人造人間44号       | ドラゴンボールフュージョンズ |      |
人造人間55号
ドクター・ゲロのコンピュータが悪人をベースに生み出した。
| キャラクターの名称 | 登場作品                     | 備考 |
| ------------------ | ---------------------------- | ---- |
| 人造人間55号       | ドラゴンボールフュージョンズ |      |
人造人間76号
ドクター・ゲロのコンピュータが悪人をベースに生み出したナメック星人。
| キャラクターの名称 | 登場作品                     | 備考 |
| ------------------ | ---------------------------- | ---- |
| 人造人間76号       | ドラゴンボールフュージョンズ |      |
人造人間8000号
| キャラクターの名称    | 登場作品                 | 備考 |
| --------------------- | ------------------------ | ---- |
| 人造人間8000号        | ドラゴンボールオンライン |      |
| 人造人間8000号マーク2 | ドラゴンボールオンライン |      |
| 人造人間8000号MX      | ドラゴンボールオンライン |      |
人造人間19000号
| キャラクターの名称 | 登場作品                 | 備考 |
| ------------------ | ------------------------ | ---- |
| 人造人間19000号    | ドラゴンボールオンライン |      |
セルX
完全体のセルがさらなる収斂進化を遂げたような姿をしており、下半身が蜘蛛のような4本足になっており、腹部中央の黒い部分に「X」という白い文字が刻印されている。第1形態のセルが蜘蛛のような4本足になったモンスターや、幼体セルのようなモンスターや、セルの卵に目玉が付いたような宙に浮かぶモンスター、セルジュニアに似た戦士を生み出して、一緒に襲い掛かる。
| キャラクターの名称       | 形態                                   | 登場作品                         | 備考    |
| ------------------------ | -------------------------------------- | -------------------------------- | ------- |
| 雑魚敵                   | 幼体セルに似ている 茶色                | ドラゴンボールオンライン         |         |
| 雑魚敵                   | 幼体セルに似ている 紫色                | ドラゴンボールオンライン         |         |
| 雑魚敵                   | 幼体セルに似ている 黄緑色              | ドラゴンボールオンライン         |         |
| 雑魚敵                   | セルの卵に似ている 茶色                | ドラゴンボールオンライン         |         |
| 雑魚敵                   | セルの卵に似ている 紫色                | ドラゴンボールオンライン         |         |
| 雑魚敵                   | セルの卵に似ている 黄緑色              | ドラゴンボールオンライン         |         |
| 雑魚敵                   | 顔が第1形態セルに似ている 紫色         | ドラゴンボールオンライン         |         |
| 雑魚敵                   | 顔が第1形態セルに似ている 黄緑色と緑色 | ドラゴンボールオンライン         |         |
| セルX                    | 顔が完全体セルに似ている 緑色と黄緑色  | ドラゴンボールオンライン         | [注 23] |
| セルX（セル:ゼノ巨大化） | 顔が完全体セルに似ている 緑色と黄緑色  | スーパードラゴンボールヒーローズ | [注 23] |
セルXジュニア
| キャラクターの名称 | 形態                                | 登場作品                 | 備考 |
| ------------------ | ----------------------------------- | ------------------------ | ---- |
| セルXジュニア      | セルジュニアに似ている 緑色と黄緑色 | ドラゴンボールオンライン |      |

### M・B軍関係者
クリリアン
| キャラクターの名称 | 登場作品                | 備考       |
| ------------------ | ----------------------- | ---------- |
| クリリアン         | ドラゴンボール 神龍の謎 | [注 3][13] |
アシュラロボ
| キャラクターの名称 | 登場作品                              | 備考       |
| ------------------ | ------------------------------------- | ---------- |
| アシュラロボ       | ドラゴンボール 神龍の謎（設定画のみ） | [注 3][13] |
M・B軍将軍
| キャラクターの名称 | 登場作品                | 備考       |
| ------------------ | ----------------------- | ---------- |
| M・B軍将軍         | ドラゴンボール 神龍の謎 | [注 3][13] |

### レッドパンツ軍関係者
突如として現われた謎の動物型人間集団で、全員レッドパンツを着用している。レッドリボン軍に憧れていて、少しずつ勢力を拡大しており、未来から来た侵略者たちと同盟を結んでいる。『ドラゴンボールオンライン』中に登場するレッドパンツ軍の砦には「RP」の文字が書かれている。
ボーン将軍
牛の動物型人間。胸の「RP」のマークは「レッドパンツ軍」のマーク。英語を交えて話すのが特徴。『ドラゴンボールヒーローズ アルティメットミッションX』では自分にとっての理想の世界を創るため、トワに手を貸し、その歴史で自分だけの武道大会を開く。
| キャラクターの名称 | 登場作品                                          | 備考 |
| ------------------ | ------------------------------------------------- | ---- |
| ボーン将軍         | ドラゴンボールオンライン ドラゴンボールヒーローズ |      |

### 暗黒魔界関係者
暗黒魔界関係者の詳細や形態と登場作品。原作にも登場するダーブラなどについては、該当記事を参照。
トワ
ダーブラの妹。
| キャラクターの名称                  | 登場作品 | 備考    |
| ----------------------------------- | --- | ------- |
| トワ                                | ドラゴンボールオンライン ドラゴンボールヒーローズ ドラゴンボール ゼノバース ドラゴンボールZ ドッカンバトル ドラゴンボール ゼノバース2 ドラゴンボールZ カカロット |         |
| 暗黒トワ                            | ドラゴンボールヒーローズ ドラゴンボールZ ドッカンバトル |         |
| 魔神トワ                            | スーパードラゴンボールヒーローズ | [注 24] |
| 魔神トワ（パワーアップ形態[注 25]） | スーパードラゴンボールヒーローズ ドラゴンボールZ ドッカンバトル                                                                                                  |         |
| 魔神トワ（新衣装）                  | スーパードラゴンボールヒーローズ |         |
ミラ

| キャラクターの名称                | 形態                 | 登場作品 | 備考    |
| --------------------------------- | -------------------- | --- | ------- |
| 人造人間ミラ ミラ                 |                      | ドラゴンボールオンライン ドラゴンボールヒーローズ ドラゴンボール ゼノバース ドラゴンボールZ ドッカンバトル ドラゴンボール ゼノバース2 ドラゴンボールZ カカロット |         |
| 超ミラ                            |                      | ドラゴンボールヒーローズ ドラゴンボールZ ドッカンバトル |         |
| 凶悪化[注 26]ミラ                 | 凶悪化               | ドラゴンボール ゼノバース2 |         |
| 極悪化[注 27]ミラ                 | 極悪化               | ドラゴンボール ゼノバース2 |         |
| ミラ（最終形態） ミラ（トワ吸収） | 最終形態             | ドラゴンボール ゼノバース2 スーパードラゴンボールヒーローズ | [注 12] |
| 超ミラ（フィン吸収）              | フィンの力を取り込む | スーパードラゴンボールヒーローズ |         |
フュー
『ドラゴンボールオンライン』台湾版攻略本に設定画が載っているが、同ゲームには登場せず未実装である。後に『ドラゴンボール ゼノバース2』DLC「∞の歴史編パック」で初登場する。
| キャラクターの名称                               | 形態     | 登場作品 | 備考    |
| ------------------------------------------------ | -------- | --- | ------- |
| フュー[8]                                        | 赤ちゃん | ドラゴンボールオンライン（設定画のみ） スーパードラゴンボールヒーローズ                                               | [注 13] |
| フュー[8]                                        | 成年     | ドラゴンボール ゼノバース2 （DLC「∞の歴史編パック」） スーパードラゴンボールヒーローズ ドラゴンボールZ ドッカンバトル | [注 13] |
| 超フュー                                         | 成年     | スーパードラゴンボールヒーローズ ドラゴンボールZ ドッカンバトル                                                       | [注 13] |
| フュー：少年期                                   | 少年     | スーパードラゴンボールヒーローズ                                                                                      | [注 13] |
| 暗黒王フュー                                     | 成年     | スーパードラゴンボールヒーローズ                                                                                      | [注 13] |
| フュー：少年期（ドギドギ完全吸収[14]）           | 少年     | スーパードラゴンボールヒーローズ ドラゴンボールZ ドッカンバトル                                                       | [注 13] |
| フュー：少年期（ドギドギ完全吸収・宇宙樹パワー） | 少年     | スーパードラゴンボールヒーローズ ドラゴンボールZ ドッカンバトル                                                       | [注 13] |
ドミグラ
| キャラクターの名称                              | 形態           | 登場作品 | 備考 |
| ----------------------------------------------- | -------------- | --- | ---- |
| 魔神ドミグラ                                    |                | ドラゴンボール ゼノバース ドラゴンボールヒーローズ ドラゴンボールZ ドッカンバトル ドラゴンボール ゼノバース2 （DLC「∞の歴史編パック」） |      |
| 魔神ドミグラ（最終形態） 魔神ドミグラ（巨大化） | 最終形態       | ドラゴンボール ゼノバース ドラゴンボールヒーローズ                                                                                      |      |
| 魔導師ドミグラ                                  | 7500万年前の姿 | ドラゴンボールヒーローズ |      |
| 魔神ドミグラ（魔強化形態）                      | 魔強化形態     | ドラゴンボールヒーローズ ドラゴンボールZ ドッカンバトル                                                                                 |      |
| 暗黒王ドミグラ                                  |                | スーパードラゴンボールヒーローズ |      |
| 暗黒王ドミグラ（フルパワー）                    |                | スーパードラゴンボールヒーローズ |      |
| 暗黒王ドミグラ（時の力解放）                    |                | ドラゴンボールヒーローズ ドラゴンボールZ ドッカンバトル                                                                                 |      |
魔界兵
| キャラクターの名称 | 登場作品                         | 備考 |
| ------------------ | -------------------------------- | ---- |
| 魔界兵             | スーパードラゴンボールヒーローズ |      |
| 魔界兵Σ            | スーパードラゴンボールヒーローズ |      |
| 魔界兵Ω            | スーパードラゴンボールヒーローズ |      |
| 魔界兵Δ            | スーパードラゴンボールヒーローズ |      |
| 金の魔界兵         | スーパードラゴンボールヒーローズ |      |
死神兵
| キャラクターの名称 | 登場作品                         | 備考 |
| ------------------ | -------------------------------- | ---- |
| 死神兵             | スーパードラゴンボールヒーローズ |      |
ガラス兵
| キャラクターの名称 | 登場作品                         | 備考 |
| ------------------ | -------------------------------- | ---- |
| ガラス兵           | スーパードラゴンボールヒーローズ |      |
双子の魔人
トワやミラに仕えている双子の魔人。
ハルハル
シュンシュンの姉。肌の色は青紫に近い。
| キャラクターの名称 | 登場作品                                          | 備考 |
| ------------------ | ------------------------------------------------- | ---- |
| ハルハル           | ドラゴンボールオンライン ドラゴンボールヒーローズ |      |
シュンシュン
ハルハルの妹。肌の色は緑に近い。
| キャラクターの名称 | 登場作品                                          | 備考 |
| ------------------ | ------------------------------------------------- | ---- |
| シュンシュン       | ドラゴンボールオンライン ドラゴンボールヒーローズ |      |

サイアックマン
アックマンに似た姿の悪の戦士。トワやミラに仕えている。
『ドラゴンボールオンライン』海外版の設定画が存在するが、同ゲームには登場せず未実装である。後に『ドラゴンボールヒーローズ』で初登場する。
| キャラクターの名称 | 登場作品                                                        | 備考    |
| ------------------ | --------------------------------------------------------------- | ------- |
| サイアックマン     | ドラゴンボールオンライン（設定画のみ） ドラゴンボールヒーローズ | [注 28] |
キョアックマン
| キャラクターの名称 | 登場作品                 | 備考 |
| ------------------ | ------------------------ | ---- |
| キョアックマン     | ドラゴンボールヒーローズ |      |
プティン
ドミグラとともに暗黒魔界を作り出した魔導師。口調は丁寧でぶりっ子だが、本性は冷酷かつ残忍で氷の魔術を得意とする。『スーパードラゴンボールヒーローズ』ではトワの仲間になり、魔神の力でパワーアップし、暗黒ドラゴンボールに侵食されたセルをパワーアップさせる。
| キャラクターの名称                      | 登場作品                         | 備考 |
| --------------------------------------- | -------------------------------- | ---- |
| プティン                                | ドラゴンボールヒーローズ         |      |
| 魔神プティン                            | スーパードラゴンボールヒーローズ |      |
| 魔神プティン（パワーアップ形態[注 25]） | スーパードラゴンボールヒーローズ |      |
| プティン（新衣装）[注 29]               | スーパードラゴンボールヒーローズ |      |
| 魔神プティン（魔強化形態[注 19]）       | スーパードラゴンボールヒーローズ |      |
グレイビー
ドミグラとともに暗黒魔界を作り出した魔導師。老人のような口調が特徴で、プティンとは対照的で雷の魔術と力任せな戦法を得意とする。豪腕の持ち主で単純な部分がある。『スーパードラゴンボールヒーローズ』ではトワの仲間になり、魔神の力でパワーアップし、巨大なハンマーを使って戦う。
| キャラクターの名称                        | 登場作品                         | 備考 |
| ----------------------------------------- | -------------------------------- | ---- |
| グレイビー                                | ドラゴンボールヒーローズ         |      |
| 魔神グレイビー                            | スーパードラゴンボールヒーローズ |      |
| 魔神グレイビー（パワーアップ形態[注 25]） | スーパードラゴンボールヒーローズ |      |
| 魔神グレイビー（魔強化形態[注 19]）       | スーパードラゴンボールヒーローズ |      |
シャメル
| キャラクターの名称 | 登場作品                                                                            | 備考 |
| ------------------ | ----------------------------------------------------------------------------------- | ---- |
| 暗黒魔神シャメル   | スーパードラゴンボールヒーローズ ドラゴンボールヒーローズ アルティメットミッションX |      |
サルサ
| キャラクターの名称                    | 登場作品                         | 備考 |
| ------------------------------------- | -------------------------------- | ---- |
| 魔神サルサ                            | スーパードラゴンボールヒーローズ |      |
| 魔神サルサ（パワーアップ形態[注 25]） | スーパードラゴンボールヒーローズ |      |
| 魔神サルサ（暗黒形態）                | スーパードラゴンボールヒーローズ |      |
| サルサ[注 29]                         | スーパードラゴンボールヒーローズ |      |
| 魔神サルサ（魔強化形態[注 19]）       | スーパードラゴンボールヒーローズ |      |
メチカブラ
ドラゴンボールオンラインの設定に名前だけ登場していた（当時は文字だけの存在で設定画はなくゲーム内にも未実装）。後に『スーパードラゴンボールヒーローズ』で初登場する。
| キャラクターの名称             | 登場作品                                                                    | 備考    |
| ------------------------------ | --------------------------------------------------------------------------- | ------- |
| メチカブラ                     | ドラゴンボールオンライン（名前の設定のみ） スーパードラゴンボールヒーローズ | [注 30] |
| メチカブラ（若）               | スーパードラゴンボールヒーローズ                                            |         |
| 暗黒王メチカブラ               | スーパードラゴンボールヒーローズ                                            |         |
| 暗黒王メチカブラ（時の力解放） | スーパードラゴンボールヒーローズ ドラゴンボールZ ドッカンバトル             |         |
シュルム
| キャラクターの名称                      | 登場作品                         | 備考 |
| --------------------------------------- | -------------------------------- | ---- |
| 魔神シュルム                            | スーパードラゴンボールヒーローズ |      |
| 魔神シュルム（パワーアップ形態[注 25]） | スーパードラゴンボールヒーローズ |      |
| 魔神シュルム（暗黒形態）                | スーパードラゴンボールヒーローズ |      |
| シュルム                                | スーパードラゴンボールヒーローズ |      |
| 魔神シュルム（魔強化形態[注 19]）       | スーパードラゴンボールヒーローズ |      |
ロベル
ドミグラの秘書。
| キャラクターの名称         | 登場作品                                                        | 備考 |
| -------------------------- | --------------------------------------------------------------- | ---- |
| ロベル                     | スーパードラゴンボールヒーローズ ドラゴンボールZ ドッカンバトル |      |
| 魔神ロベル                 | スーパードラゴンボールヒーローズ                                |      |
| 魔神ロベル（暗黒因子吸収） | スーパードラゴンボールヒーローズ                                |      |
移動要塞シロガメ
| キャラクターの名称 | 登場作品                         | 備考 |
| ------------------ | -------------------------------- | ---- |
| 移動要塞シロガメ   | スーパードラゴンボールヒーローズ |      |
フィン
トワが生み出した謎の生命体。
| キャラクターの名称          | 形態                        | 登場作品                         | 備考    |
| --------------------------- | --------------------------- | -------------------------------- | ------- |
| フィン                      |                             | スーパードラゴンボールヒーローズ |         |
| 暗黒ゴジータ                | 超サイヤ人4ゴジータ：GT吸収 | スーパードラゴンボールヒーローズ | [注 31] |
| フィン（究極進化）          | 究極進化                    | スーパードラゴンボールヒーローズ |         |
| フィン（魔強化形態[注 19]） | 魔強化形態                  | スーパードラゴンボールヒーローズ |         |
シュルサ
シュルムがサルサの魂を食って吸収した姿。
| キャラクターの名称 | 登場作品                         | 備考 |
| ------------------ | -------------------------------- | ---- |
| シュルサ           | スーパードラゴンボールヒーローズ |      |

### コアエリア関係者
カンバー
| キャラクターの名称                        | 登場作品                                                        | 備考 |
| ----------------------------------------- | --------------------------------------------------------------- | ---- |
| 悪のサイヤ人                              | スーパードラゴンボールヒーローズ                                |      |
| カンバー                                  | スーパードラゴンボールヒーローズ ドラゴンボールZ ドッカンバトル |      |
| 超サイヤ人カンバー                        | スーパードラゴンボールヒーローズ ドラゴンボールZ ドッカンバトル |      |
| 黄金大猿カンバー                          | スーパードラゴンボールヒーローズ ドラゴンボールZ ドッカンバトル |      |
| 超サイヤ人3カンバー                       | スーパードラゴンボールヒーローズ                                |      |
| 超サイヤ人3フルパワーカンバー             | スーパードラゴンボールヒーローズ                                |      |
| 超サイヤ人3フルパワーカンバー（口枷なし） | スーパードラゴンボールヒーローズ                                |      |
双子の人工生命体
第6宇宙のツフル人によって作られた人工生命体。
オレン
カミンの弟。
| キャラクターの名称 | 形態                 | 登場作品                         | 備考 |
| ------------------ | -------------------- | -------------------------------- | ---- |
| オレン             |                      | スーパードラゴンボールヒーローズ |      |
| カリフラオレン     | カリフラに寄生       | スーパードラゴンボールヒーローズ |      |
| スーパーオレン     | ベジータに寄生       | スーパードラゴンボールヒーローズ |      |
| カミオレン         | カミンとオレンが合体 | スーパードラゴンボールヒーローズ |      |
| 究極カミオレン     |                      | スーパードラゴンボールヒーローズ |      |
カミン
オレンの姉。
| キャラクターの名称 | 形態                 | 登場作品                         | 備考 |
| ------------------ | -------------------- | -------------------------------- | ---- |
| カミン             |                      | スーパードラゴンボールヒーローズ |      |
| ケールカミン       | ケールに寄生         | スーパードラゴンボールヒーローズ |      |
| カミオレン         | カミンとオレンが合体 | スーパードラゴンボールヒーローズ |      |
| 究極カミオレン     |                      | スーパードラゴンボールヒーローズ |      |

ハーツ
| キャラクターの名称                          | 登場作品                                                        | 備考 |
| ------------------------------------------- | --------------------------------------------------------------- | ---- |
| ハーツ                                      | スーパードラゴンボールヒーローズ                                |      |
| 超ハーツ                                    | スーパードラゴンボールヒーローズ ドラゴンボールZ ドッカンバトル |      |
| ハーツ（究極形態[22]） ハーツ（完全体[23]） | スーパードラゴンボールヒーローズ                                |      |
| ハーツ（天使）                              | スーパードラゴンボールヒーローズ                                |      |
| 超ハーツ（天使）                            | スーパードラゴンボールヒーローズ                                |      |
| 超ハーツ（進化[14]）                        | スーパードラゴンボールヒーローズ                                |      |
ラグス
| キャラクターの名称 | 登場作品                                                        | 備考 |
| ------------------ | --------------------------------------------------------------- | ---- |
| ラグス             | スーパードラゴンボールヒーローズ ドラゴンボールZ ドッカンバトル |      |
黒衣の女戦士
| キャラクターの名称                                  | 登場作品                         | 備考 |
| --------------------------------------------------- | -------------------------------- | ---- |
| 黒衣の女戦士（暗黒ドラゴンボール強化） ビードロ[24] | スーパードラゴンボールヒーローズ |      |
| 黒衣の女戦士（分身）                                | スーパードラゴンボールヒーローズ |      |

### フューの関係者
ドギドギ
| キャラクターの名称 | 登場作品                         | 備考 |
| ------------------ | -------------------------------- | ---- |
| ドギドギ           | スーパードラゴンボールヒーローズ |      |
Dr.ダブリュー
| キャラクターの名称 | 登場作品                         | 備考 |
| ------------------ | -------------------------------- | ---- |
| Dr.ダブリュー      | スーパードラゴンボールヒーローズ |      |

### タイムパトロール関係者
タイムパトロールについては、カツラアキラおよび銀河パトロール ジャコを参照。
シーラス
| キャラクターの名称 | 登場作品 | 備考 |
| ------------------ | --- | ---- |
| シーラス[25]       | スーパードラゴンボールヒーローズ ワールドミッション スーパードラゴンボールヒーローズ ドラゴンボールZ ドッカンバトル[26] |      |
| シーラス（融合体） | スーパードラゴンボールヒーローズ ワールドミッション ドラゴンボールZ ドッカンバトル スーパードラゴンボールヒーローズ     |      |
アムズ
シーラスが創り出したAI生命体。
| キャラクターの名称 | 登場作品 | 備考 |
| ------------------ | --- | ---- |
| アムズ             | スーパードラゴンボールヒーローズ ワールドミッション                                                                 |      |
| アムズ（第二形態） | スーパードラゴンボールヒーローズ ワールドミッション ドラゴンボールZ ドッカンバトル                                  |      |
| アムズ（第三形態） | スーパードラゴンボールヒーローズ ワールドミッション ドラゴンボールZ ドッカンバトル スーパードラゴンボールヒーローズ |      |

### その他
魔人オゾット
| キャラクターの名称             | 登場作品                                                 | 備考       |
| ------------------------------ | -------------------------------------------------------- | ---------- |
| 魔人オゾット                   | ドラゴンボールZ V.R.V.S スーパードラゴンボールヒーローズ | [注 3][27] |
| 魔人オゾット（ジャネンバ変身） | スーパードラゴンボールヒーローズ                         |            |
| 魔人オゾット（孫悟飯変身）     | スーパードラゴンボールヒーローズ                         |            |
| 巨大魔人オゾット               | スーパードラゴンボールヒーローズ                         | [注 32]    |
| 魔人オゾット（時の界王神変身） | スーパードラゴンボールヒーローズ                         |            |
ヤードラット星人
| キャラクターの名称      | 配色      | 登場作品                 | 備考 |
| ----------------------- | --------- | ------------------------ | ---- |
| ヤードラット星人[注 11] | 水色[5]   | ドラゴンボールオンライン |      |
| ヤードラット星人[注 11] | 黄緑色[5] | ドラゴンボールオンライン |      |

## 既存のキャラクターのゲームオリジナル形態
多数の作品に登場するキャラクターのみ発売日または稼動日を記載する。

### 原作キャラクターのゲームオリジナル形態
原作キャラクターの原作には登場しない姿（強化形態・変身）。
孫悟空

| 形態                                        | 登場作品                                                        | 発売日または稼動日               | 備考    |
| ------------------------------------------- | --------------------------------------------------------------- | -------------------------------- | ------- |
| 超サイヤ人2孫悟空：GT                       | ドラゴンボールヒーローズ                                        | 2012年11月15日                   |         |
| 超サイヤ人ゴッドSS孫悟空（神龍モード）      | ドラゴンボールヒーローズ                                        | 2016年3月10日                    |         |
| 孫悟空：ゼノ                                | ドラゴンボールヒーローズ ドラゴンボールZ ドッカンバトル         | 2016年7月14日 2019年06月21日[26] |         |
| 孫悟空（うずまきナルト仙人モード衣装）      | ドラゴンボールZ BATTLE OF Z                                     | 2014年1月23日                    | [注 33] |
| 超サイヤ人3孫悟空:ゼノ                      | スーパードラゴンボールヒーローズ ドラゴンボールZ ドッカンバトル | 2017年1月12日 2018年11月21日     |         |
| 超サイヤ人孫悟空:ゼノ                       | スーパードラゴンボールヒーローズ                                | 2017年3月9日                     |         |
| カカロット （地球に行かず他惑星で育った）   | ドラゴンボールヒーローズ アルティメットミッションX              | 2017年4月27日                    | [注 34] |
| 超サイヤ人4孫悟空：ゼノ                     | スーパードラゴンボールヒーローズ                                | 2017年11月9日                    |         |
| 超サイヤ人暴走孫悟空                        | スーパードラゴンボールヒーローズ                                | 2018年5月10日                    |         |
| 超フルパワーサイヤ人4・限界突破孫悟空：ゼノ | スーパードラゴンボールヒーローズ ドラゴンボールZ ドッカンバトル | 2020年8月6日 2022年11月22日      | [注 35] |
| SSGSS・暴走孫悟空                           | スーパードラゴンボールヒーローズ                                | 2020年10月1日                    |         |
| SSGSS・気の融合孫悟空                       | スーパードラゴンボールヒーローズ                                | 2021年11月11日                   |         |
| 超サイヤ人4・気の融合孫悟空：ゼノ           | スーパードラゴンボールヒーローズ                                | 2022年1月13日                    |         |
| SSGSS・宇宙樹パワー孫悟空                   | スーパードラゴンボールヒーローズ ドラゴンボールZ ドッカンバトル | 2022年1月13日 2024年11月12日     |         |
| 強化[注 36]孫悟空（GT）                     | ドラゴンボール ゼノバース2 （DLC「目覚めし戦士編パック」）      | 2022年7月7日                     |         |
| 強化[注 36]超サイヤ人4孫悟空（GT）          | ドラゴンボール ゼノバース2 （DLC「目覚めし戦士編パック」）      | 2022年7月7日                     |         |
ヤムチャ

| 形態                         | 登場作品                   | 備考 |
| ---------------------------- | -------------------------- | ---- |
| 凶悪化[注 26]ヤムチャ        | ドラゴンボール ゼノバース2 |      |
| 極悪化[注 27][注 37]ヤムチャ | ドラゴンボール ゼノバース2 |      |
クリリン

| 形態                  | 登場作品                                                    | 備考 |
| --------------------- | ----------------------------------------------------------- | ---- |
| 極悪化[注 37]クリリン | ドラゴンボール ゼノバース2 （DLC「FUTURE SAGA Chapter 1」） |      |
レッド総帥

| 形態                               | 登場作品                 | 備考 |
| ---------------------------------- | ------------------------ | ---- |
| 人造人間9号 サイボーグ化レッド総帥 | ドラゴンボールオンライン |      |
桃白白

| 形態    | 登場作品                 | 備考 |
| ------- | ------------------------ | ---- |
| 桃白白X | ドラゴンボールオンライン |      |
天津飯

| 形態                | 登場作品                                                    | 備考 |
| ------------------- | ----------------------------------------------------------- | ---- |
| 極悪化[注 37]天津飯 | ドラゴンボール ゼノバース2 （DLC「FUTURE SAGA Chapter 1」） |      |
ピッコロ大魔王

| 形態             | 登場作品             | 備考 |
| ---------------- | -------------------- | ---- |
| ネオピッコロ[32] | DRAGONBALL EVOLUTION |      |
ピッコロ

| 形態                                         | 登場作品                                                    | 備考 |
| -------------------------------------------- | ----------------------------------------------------------- | ---- |
| 魔人化[注 18]ピッコロ                        | ドラゴンボールZ 真武道会2                                   |      |
| 凶悪化[注 38]ピッコロ                        | ドラゴンボール ゼノバース                                   |      |
| 洗脳[注 39]ピッコロ                          | JUMP FORCE                                                  |      |
| 黒衣のナメック戦士（暗黒ドラゴンボール強化） | スーパードラゴンボールヒーローズ                            |      |
| 極悪化[注 37]ピッコロ                        | ドラゴンボール ゼノバース2 （DLC「FUTURE SAGA Chapter 1」） |      |
孫悟飯

| 形態                                              | 登場作品                                                    | 発売日または稼動日            | 備考    |
| ------------------------------------------------- | ----------------------------------------------------------- | ----------------------------- | ------- |
| 超サイヤ人2孫悟飯：未来                           | ドラゴンボールZ 真武道会2                                   | 2007年6月7日                  |         |
| アルティメット悟飯：未来                          | ドラゴンボールZ 真武道会2                                   | 2007年6月7日                  |         |
| 洗脳[注 40]大猿孫悟飯                             | ドラゴンボールオンライン                                    | 2010年1月14日                 |         |
| 超サイヤ人3孫悟飯：未来                           | ドラゴンボールヒーローズ                                    | 2013年7月11日                 |         |
| 超サイヤ人3孫悟飯：青年期                         | ドラゴンボールヒーローズ ドラゴンボールZ ドッカンバトル     | 2015年9月17日 2017年11月22日  |         |
| 超サイヤ人4孫悟飯：GT[33]                         | ドラゴンボールヒーローズ ドラゴンボールZ ドッカンバトル     | 2015年11月19日 2020年11月19日 | [注 41] |
| 孫悟飯：ゼノ                                      | ドラゴンボールヒーローズ                                    | 2016年9月15日                 |         |
| 凶悪化[注 38]超サイヤ人2孫悟飯：セル編            | ドラゴンボール ゼノバース                                   | 2015年2月5日                  |         |
| 凶悪化[注 38]アルティメット孫悟飯                 | ドラゴンボール ゼノバース                                   | 2015年2月5日                  |         |
| 超サイヤ人3孫悟飯：ゼノ                           | スーパードラゴンボールヒーローズ                            | 2019年3月7日                  |         |
| 超サイヤ人4孫悟飯：ゼノ                           | スーパードラゴンボールヒーローズ                            | 2019年5月9日                  |         |
| 黒衣の未来戦士（暗黒ドラゴンボール強化）          | スーパードラゴンボールヒーローズ                            | 2022年5月12日                 |         |
| 超サイヤ人・暗黒ドラゴンボール強化黒衣の未来戦士  | スーパードラゴンボールヒーローズ                            | 2022年7月14日                 |         |
| 超サイヤ人2・暗黒ドラゴンボール強化黒衣の未来戦士 | スーパードラゴンボールヒーローズ                            | 2023年7月6日                  |         |
| 極悪化[注 37]超サイヤ人孫悟飯（少年期）           | ドラゴンボール ゼノバース2 （DLC「FUTURE SAGA Chapter 1」） | 2024年5月23日                 |         |
| ゴハンブラック                                    | ドラゴンボール Sparking! ZERO                               | 2024年10月10日                | [34]    |
| アルティメットゴハンブラック                      | ドラゴンボール Sparking! ZERO                               | 2024年10月10日                |         |
ラディッツ

| 形態                           | 登場作品 | 備考    |
| ------------------------------ | --- | ------- |
| 大猿ラディッツ                 | ドラゴンボールZ Sparking! NEO ドラゴンボールZ Sparking! METEOR ドラゴンボールZ ドッカンバトル スーパードラゴンボールヒーローズ | [注 42] |
| 凶悪化[注 38][注 26]ラディッツ | ドラゴンボール ゼノバース |         |
| 超サイヤ人3ラディッツ          | スーパードラゴンボールヒーローズ                                                                                               |         |
| 極悪化[注 37]ラディッツ        | ドラゴンボール ゼノバース2 （DLC「FUTURE SAGA Chapter 1」）                                                                    |         |
栽培マン（サイバイマン）

| 形態                  | 登場作品                                                    | 備考    |
| --------------------- | ----------------------------------------------------------- | ------- |
| 野生化栽培マン[5]     | ドラゴンボールオンライン                                    | [注 43] |
| 凶悪化[注 38]栽培マン | ドラゴンボール ゼノバース                                   |         |
| 超栽培マン            | ドラゴンボールZ カカロット                                  |         |
| 極悪化[注 37]栽培マン | ドラゴンボール ゼノバース2 （DLC「FUTURE SAGA Chapter 1」） |         |
ナッパ

| 形態                       | 登場作品 | 備考 |
| -------------------------- | --- | ---- |
| 大猿ナッパ                 | ドラゴンボールZ Sparking! NEO ドラゴンボールZ Sparking! METEOR ドラゴンボール ゼノバース ICカードダス ドラゴンボール ドラゴンボールZ ドッカンバトル ドラゴンボール ゼノバース2 |      |
| 凶悪化[注 38][注 26]ナッパ | ドラゴンボール ゼノバース ドラゴンボール ゼノバース2 |      |
| 凶悪化[注 26]大猿ナッパ    | ドラゴンボール ゼノバース2 |      |
| 超サイヤ人3ナッパ          | スーパードラゴンボールヒーローズ |      |
| 超サイヤ人ナッパ           | ドラゴンボール ゼノバース2 （2018年2月26日無料アップデートから） |      |
| 極悪化[注 37]ナッパ        | ドラゴンボール ゼノバース2 （DLC「FUTURE SAGA Chapter 1」） |      |
ベジータ

| 形態                                              | 登場作品 | 発売日または稼動日                                                                   | 備考    |
| ------------------------------------------------- | --- | ------------------------------------------------------------------------------------ | ------- |
| 超サイヤ人ベジータ（肩パッドあり戦闘服）          | ドラゴンボールZ 超サイヤ伝説 ドラゴンボールZ (ゲーム) ドラゴンボール Sparking! ZERO | 1992年1月25日 2003年2月13日 2024年10月10日                                           |         |
| 超サイヤ人2ベジータ（元気玉吸収）                 | ドラゴンボールZ 真武道会 | 2006年4月20日                                                                        |         |
| 超サイヤ人3ベジータ[35]                           | ドラゴンボール レイジングブラスト ドラゴンバトラーズ第4弾 ドラゴンボール レイジングブラスト2 ドラゴンボールヒーローズ ミラクルバトルカードダス ドラゴンボール改第2弾 ドラゴンボールZ ドッカンバトル | 2009年11月12日 2009年12月10日 2010年11月11日 2011年4月7日 2011年4月16日 2016年5月1日 | [注 44] |
| 超サイヤ人2ベジータ：GT                           | ドラゴンボールヒーローズ ドラゴンボール ゼノバース2 | 2012年9月13日 2022年7月7日                                                           |         |
| 超サイヤ人3ベジータ：GT                           | ドラゴンボールヒーローズ | 2013年3月14日                                                                        |         |
| 破壊王子[注 18]超サイヤ人3ベジータ                | ドラゴンボールヒーローズ | 2014年7月10日                                                                        |         |
| 超サイヤ人ゴッドSSベジータ（超神龍モード）        | ドラゴンボールヒーローズ | 2016年5月12日                                                                        |         |
| 黒仮面のサイヤ人                                  | ドラゴンボールヒーローズ ドラゴンボールZ ドッカンバトル | 2016年7月14日 2018年11月21日                                                         |         |
| ベジータ:ゼノ                                     | ドラゴンボールヒーローズ ドラゴンボールZ ドッカンバトル | 2016年9月15日 2019年06月21日[26]                                                     |         |
| 凶悪化[注 38][注 26]ベジータ                      | ドラゴンボール ゼノバース ドラゴンボール ゼノバース2 | 2015年2月5日 2016年11月2日                                                           |         |
| 凶悪化[注 38]超サイヤ人ベジータ                   | ドラゴンボール ゼノバース | 2015年2月5日                                                                         |         |
| 凶悪化[注 26]大猿ベジータ                         | ドラゴンボール ゼノバース2 | 2016年11月2日                                                                        |         |
| 超サイヤ人3ベジータ:ゼノ                          | スーパードラゴンボールヒーローズ ドラゴンボールZ ドッカンバトル | 2017年1月12日 2018年11月21日                                                         |         |
| 超サイヤ人3ベジータ:サイヤ人編                    | スーパードラゴンボールヒーローズ | 2017年1月12日                                                                        |         |
| 超サイヤ人ベジータ:ゼノ                           | スーパードラゴンボールヒーローズ | 2017年9月14日                                                                        |         |
| 超サイヤ人4ベジータ：ゼノ                         | スーパードラゴンボールヒーローズ | 2018年1月11日                                                                        |         |
| 洗脳[注 39]ベジータ                               | JUMP FORCE | 2019年2月14日                                                                        |         |
| 超フルパワーサイヤ人4・限界突破ベジータ：ゼノ     | スーパードラゴンボールヒーローズ ドラゴンボールZ ドッカンバトル | 2020年8月6日 2022年11月22日                                                          | [注 35] |
| SSGSS・暴走ベジータ                               | スーパードラゴンボールヒーローズ | 2020年10月1日                                                                        |         |
| 極悪化[注 21]SSGSSベジータ                        | ドラゴンボール ゼノバース2 （DLC「炎と破壊編パック」） | 2021年3月18日                                                                        |         |
| SSGSS・暴走制御ベジータ                           | スーパードラゴンボールヒーローズ | 2021年6月3日                                                                         |         |
| 強化[注 36]ベジータ（GT）                         | ドラゴンボール ゼノバース2 （DLC「目覚めし戦士編パック」） | 2022年7月7日                                                                         |         |
| 強化[注 36]超サイヤ人4ベジータ（GT）              | ドラゴンボール ゼノバース2 （DLC「目覚めし戦士編パック」） | 2022年7月7日                                                                         |         |
| ベジータ（超サイヤ人ゴッド）・超極悪化[36][注 45] | ドラゴンボール ゼノバース2 （DLC「FUTURE SAGA Chapter 1」） | 2024年5月23日                                                                        |         |
キュイ

| 形態              | 登場作品                 | 備考 |
| ----------------- | ------------------------ | ---- |
| 洗脳[注 40]キュイ | ドラゴンボールオンライン |      |
アプール

| 形態                         | 登場作品                                             | 備考 |
| ---------------------------- | ---------------------------------------------------- | ---- |
| 凶悪化[注 38][注 26]アプール | ドラゴンボール ゼノバース ドラゴンボール ゼノバース2 |      |
ドドリア

| 形態                  | 登場作品                   | 備考 |
| --------------------- | -------------------------- | ---- |
| 洗脳[注 40]ドドリア   | ドラゴンボールオンライン   |      |
| 凶悪化[注 26]ドドリア | ドラゴンボール ゼノバース2 |      |
ザーボン

| 形態                                                                 | 登場作品                   | 備考 |
| -------------------------------------------------------------------- | -------------------------- | ---- |
| 洗脳[注 40]ザーボン（巨大化）                                        | ドラゴンボールオンライン   |      |
| 洗脳[注 40]ザーボン（変身後） 洗脳スーパーザーボン                   | ドラゴンボールオンライン   |      |
| 洗脳[注 40]ザーボン（変身後で巨大化） 洗脳スーパーザーボン（巨大化） | ドラゴンボールオンライン   |      |
| 凶悪化[注 26]ザーボン                                                | ドラゴンボール ゼノバース2 |      |
グルド

| 形態                | 登場作品                   | 備考 |
| ------------------- | -------------------------- | ---- |
| 凶悪化[注 26]グルド | ドラゴンボール ゼノバース2 |      |
リクーム

| 形態                          | 登場作品                   | 備考 |
| ----------------------------- | -------------------------- | ---- |
| 洗脳[注 40]リクーム（巨大化） | ドラゴンボールオンライン   |      |
| 凶悪化[注 26]リクーム         | ドラゴンボール ゼノバース2 |      |
ジース

| 形態                | 登場作品                   | 備考 |
| ------------------- | -------------------------- | ---- |
| 凶悪化[注 26]ジース | ドラゴンボール ゼノバース2 |      |
バータ

| 形態                | 登場作品                   | 備考 |
| ------------------- | -------------------------- | ---- |
| 凶悪化[注 26]バータ | ドラゴンボール ゼノバース2 |      |
ギニュー

| 形態                                                                           | 登場作品                                                                               | 備考 |
| ------------------------------------------------------------------------------ | -------------------------------------------------------------------------------------- | ---- |
| ギニュー （ベジータとボディチェンジした姿）                                    | ドラゴンボールZ 超悟空伝 -覚醒編- ドラゴンボール ゼノバース ドラゴンボール ゼノバース2 |      |
| 洗脳[注 40]ギニュー （カエルとボディチェンジした姿で巨大化）                   | ドラゴンボールオンライン                                                               |      |
| 凶悪化[注 38][注 26]ギニュー                                                   | ドラゴンボール ゼノバース ドラゴンボール ゼノバース2                                   |      |
| ギニュー （トランクス：ゼノとボディチェンジした姿）                            | ドラゴンボール ゼノバース2                                                             |      |
| 凶悪化[注 26]ギニュー （トランクス：ゼノとボディチェンジした姿）               | ドラゴンボール ゼノバース2                                                             |      |
| ギニュー （ゴクウブラック（超サイヤ人ロゼ）とボディチェンジした姿）            | ドラゴンボール ゼノバース2 （DLC「∞の歴史編パック」）                                  |      |
| 洗脳[注 36]ギニュー （ゴクウブラック（超サイヤ人ロゼ）とボディチェンジした姿） | ドラゴンボール ゼノバース2 （DLC「∞の歴史編パック」）                                  |      |
フリーザ

| 形態                                               | 登場作品                                             | 備考    |
| -------------------------------------------------- | ---------------------------------------------------- | ------- |
| 凶悪化[注 38][注 26]フリーザ（第一形態）           | ドラゴンボール ゼノバース ドラゴンボール ゼノバース2 |         |
| 凶悪化[注 38][注 26]フリーザ（最終形態）           | ドラゴンボール ゼノバース ドラゴンボール ゼノバース2 |         |
| 凶悪化[注 38][注 26]フリーザ（最終形態フルパワー） | ドラゴンボール ゼノバース ドラゴンボール ゼノバース2 |         |
| ゴールデンフリーザ 怒り                            | ドラゴンボールヒーローズ                             | [注 46] |
| 凶悪化[注 26]ゴールデンフリーザ                    | ドラゴンボール ゼノバース2                           |         |
| 極悪化[注 27]フリーザ（最終形態フルパワー）        | ドラゴンボール ゼノバース2                           |         |
| 極悪化[注 27]ゴールデンフリーザ                    | ドラゴンボール ゼノバース2                           |         |
| フリーザ：ゼノ                                     | スーパードラゴンボールヒーローズ                     | [注 24] |
| ゴールデンフリーザ：ゼノ                           | スーパードラゴンボールヒーローズ                     |         |
トランクス

| 形態                                                      | 登場作品 | 発売日または稼動日                                     | 備考                  |
| --------------------------------------------------------- | --- | ------------------------------------------------------ | --------------------- |
| 超サイヤ人2トランクス：青年期 超サイヤ人2トランクス：未来 | ドラゴンボールZ2 (PlayStation 2) ドラゴンボールZ3(PlayStation 2) ドラゴンボールZ インフィニットワールド                               | 2004年2月7日 2005年2月10日 2008年12月4日               |                       |
| トランクス（タイム・パトロール） トランクス：ゼノ         | ドラゴンボールオンライン ドラゴンボールヒーローズ ドラゴンボール ゼノバース ドラゴンボールZ ドッカンバトル ドラゴンボール ゼノバース2 | 2010年1月14日 2014年9月11日 2015年2月5日 2016年11月2日 | [注 47]               |
| 超サイヤ人3トランクス：青年期 超サイヤ人3トランクス：未来 | ドラゴンボールヒーローズ ミラクルバトルカードダス ドラゴンボール改第3弾 ドラゴンボールZ ドッカンバトル                                | 2011年3月17日 2011年8月6日 2017年11月22日              |                       |
| 超サイヤ人3トランクス：GT                                 | ドラゴンボールヒーローズ | 2012年3月22日                                          |                       |
| 超サイヤ人トランクス：ゼノ                                | ドラゴンボール ゼノバース ドラゴンボールヒーローズ ドラゴンボールZ ドッカンバトル ドラゴンボール ゼノバース2                          | 2015年2月5日 2015年7月16日 2016年2月15日 2016年11月2日 |                       |
| 凶悪化[注 38]トランクス                                   | ドラゴンボール ゼノバース | 2015年2月5日                                           |                       |
| 超サイヤ人3トランクス：ゼノ                               | ドラゴンボールヒーローズ | 2015年9月17日                                          |                       |
| トランクス：ゼノ （ギニューにボディチェンジされた姿）     | ドラゴンボール ゼノバース2 | 2016年11月2日                                          |                       |
| トランクス：ゼノ（長髪）                                  | スーパードラゴンボールヒーローズ | 2016年11月17日                                         |                       |
| グレートサイヤマン3号                                     | スーパードラゴンボールヒーローズ ワールドミッション スーパードラゴンボールヒーローズ ドラゴンボールZ ドッカンバトル[26]               | 2019年4月4日 2019年5月9日 2019年6月21日                | [注 48]               |
| 超サイヤ人ゴッドトランクス：ゼノ                          | スーパードラゴンボールヒーローズ ドラゴンボールZ ドッカンバトル                                                                       | 2019年11月7日 2021年11月25日                           |                       |
| 極悪化[注 37]トランクス（未来）                           | ドラゴンボール ゼノバース2 （DLC「FUTURE SAGA Chapter 1」）                                                                           | 2024年5月23日                                          | Zのトランクス（未来） |
| 極悪化[注 37]未来トランクス                               | ドラゴンボール ゼノバース2 （DLC「FUTURE SAGA Chapter 1」）                                                                           | 2024年5月23日                                          | 超の未来トランクス    |
人造人間17号

| 形態                                        | 登場作品                                              | 備考 |
| ------------------------------------------- | ----------------------------------------------------- | ---- |
| 凶悪化[注 38]人造人間17号：未来トランクス編 | ドラゴンボール ゼノバース                             |      |
| 凶悪化[注 26]人造人間17号                   | ドラゴンボール ゼノバース2                            |      |
| 洗脳[注 36]人造人間17号                     | ドラゴンボール ゼノバース2 （DLC「∞の歴史編パック」） |      |
| 仮面の人造人間                              | スーパードラゴンボールヒーローズ                      |      |
人造人間18号

| 形態                                        | 登場作品                                              | 備考 |
| ------------------------------------------- | ----------------------------------------------------- | ---- |
| 凶悪化[注 38]人造人間18号：未来トランクス編 | ドラゴンボール ゼノバース                             |      |
| 洗脳[注 36]人造人間18号                     | ドラゴンボール ゼノバース2 （DLC「∞の歴史編パック」） |      |
人造人間16号

| 形態                                        | 登場作品                                                     | 備考 |
| ------------------------------------------- | ------------------------------------------------------------ | ---- |
| 複製型人造人間16号 量産型人造人間16号       | ドラゴンボールオンライン                                     |      |
| 凶悪化[注 26]人造人間16号：未来トランクス編 | ドラゴンボール ゼノバース2                                   |      |
| 極悪化[12][注 21]人造人間16号               | ドラゴンボール ゼノバース2 （DLC「無料アップデート第10弾」） |      |
セルジュニア

| 形態                             | 登場作品                                             | 備考 |
| -------------------------------- | ---------------------------------------------------- | ---- |
| 凶悪化[注 38][注 26]セルジュニア | ドラゴンボール ゼノバース ドラゴンボール ゼノバース2 |      |
セル

| 形態                                                 | 登場作品                                                  | 備考    |
| ---------------------------------------------------- | --------------------------------------------------------- | ------- |
| 凶悪化[注 38][注 26]セル（完全体）                   | ドラゴンボール ゼノバース ドラゴンボール ゼノバース2      |         |
| 凶悪化[注 38][注 26]セル（超完全体）                 | ドラゴンボール ゼノバース ドラゴンボール ゼノバース2      |         |
| 凶悪化[注 38]セル（第一形態）：未来トランクス編      | ドラゴンボール ゼノバース                                 |         |
| 凶悪化[注 38][注 26]セル（完全体）：未来トランクス編 | ドラゴンボール ゼノバース ドラゴンボール ゼノバース2      |         |
| 凶悪化[注 26]セル（第一形態）                        | ドラゴンボール ゼノバース2                                |         |
| 極悪化[注 27][注 21]セル（超完全体）                 | ドラゴンボール ゼノバース2                                |         |
| セル:ゼノ                                            | スーパードラゴンボールヒーローズ                          |         |
| セルX（セル:ゼノ巨大化）                             | ドラゴンボールオンライン スーパードラゴンボールヒーローズ | [注 23] |
| セル（超完全体）（天使）                             | スーパードラゴンボールヒーローズ                          |         |
| セル（魔強化形態[注 19]）                            | スーパードラゴンボールヒーローズ                          |         |
ミスター・サタン

| 形態                          | 登場作品                  | 備考 |
| ----------------------------- | ------------------------- | ---- |
| ミスター・サタン：未来        | ドラゴンボールZ 真武道会2 |      |
| 凶悪化[注 38]ミスター・サタン | ドラゴンボール ゼノバース |      |
孫悟天

| 形態         | 登場作品                 | 備考 |
| ------------ | ------------------------ | ---- |
| 孫悟天：ゼノ | ドラゴンボールヒーローズ |      |
ビーデル

| 形態                | 登場作品                                              | 備考 |
| ------------------- | ----------------------------------------------------- | ---- |
| 強化[注 36]ビーデル | ドラゴンボール ゼノバース2 （DLC「∞の歴史編パック」） |      |
ダーブラ

| 形態                                          | 登場作品                                                        | 備考 |
| --------------------------------------------- | --------------------------------------------------------------- | ---- |
| ダーブラ：未来                                | ドラゴンボールZ 真武道会2                                       |      |
| ダーブラ：ゼノ                                | ドラゴンボールヒーローズ                                        |      |
| 魔神ダーブラ：ゼノ                            | スーパードラゴンボールヒーローズ ドラゴンボールZ ドッカンバトル |      |
| 魔神ダーブラ：ゼノ（パワーアップ形態[注 25]） | スーパードラゴンボールヒーローズ                                |      |
| 魔神ダーブラ：ゼノ（魔強化形態[注 19]）       | スーパードラゴンボールヒーローズ                                |      |
| 極悪化[注 21]ダーブラ                         | ドラゴンボール ゼノバース2 （DLC「目覚めし戦士編パック」）      |      |
バビディ

| 形態           | 登場作品                  | 備考 |
| -------------- | ------------------------- | ---- |
| バビディ：未来 | ドラゴンボールZ 真武道会2 |      |
魔人ブウ

| 形態                                         | 登場作品                                                   | 備考 |
| -------------------------------------------- | ---------------------------------------------------------- | ---- |
| 魔人ブウ:無邪気:未来                         | ドラゴンボールZ 真武道会2                                  |      |
| 魔人ブウ:悪:未来                             | ドラゴンボールZ 真武道会2                                  |      |
| 魔人ブウ:純粋:未来                           | ドラゴンボールZ 真武道会2                                  |      |
| 凶悪化[注 38][注 26]魔人ブウ：無邪気         | ドラゴンボール ゼノバース ドラゴンボール ゼノバース2       |      |
| 凶悪化[注 38][注 26]魔人ブウ：悪             | ドラゴンボール ゼノバース ドラゴンボール ゼノバース2       |      |
| 凶悪化[注 38]魔人ブウ：純粋                  | ドラゴンボール ゼノバース                                  |      |
| 極悪化[注 27]魔人ブウ：純粋                  | ドラゴンボール ゼノバース2                                 |      |
| 魔人ブウ：ゼノ                               | スーパードラゴンボールヒーローズ                           |      |
| 暗黒魔神ブウ：ゼノ（魔神ダーブラ：ゼノ吸収） | スーパードラゴンボールヒーローズ                           |      |
| 暗黒魔神ブウ：ゼノ（ジャネンバ：ゼノ吸収）   | スーパードラゴンボールヒーローズ                           |      |
| 洗脳[注 21]魔人ブウ：純粋                    | ドラゴンボール ゼノバース2 （DLC「目覚めし戦士編パック」） |      |
| 魔人ブウ：善（魔強化形態[注 19]）            | スーパードラゴンボールヒーローズ                           |      |
ゴテンクス

| 形態                                      | 登場作品                                                                                          | 発売日または稼動日                      | 備考    |
| ----------------------------------------- | ------------------------------------------------------------------------------------------------- | --------------------------------------- | ------- |
| ゴテンクス：青年期                        | ドラゴンボールヒーローズ ドラゴンボールZ ドッカンバトル                                           | 2013年11月14日 2016年9月15日            | [注 49] |
| 超サイヤ人ゴテンクス：青年期              | ドラゴンボールヒーローズ ミラクルバトルカードダス ドラゴンボール改 ドラゴンボールZ ドッカンバトル | 2013年11月14日 2014年4月 2016年9月23日  | [注 50] |
| 超サイヤ人2ゴテンクス：青年期             | ドラゴンボールヒーローズ ミラクルバトルカードダス ドラゴンボール改                                | 2014年3月13日 2014年4月26日[37]         | [注 51] |
| 超サイヤ人3ゴテンクス：青年期             | ドラゴンボールヒーローズ ミラクルバトルカードダス ドラゴンボール改 ドラゴンボールZ ドッカンバトル | 2014年1月16日 2014年8月8日 2017年6月1日 |         |
| 凶悪化[注 38][注 52]超サイヤ人3ゴテンクス | ドラゴンボール ゼノバース ドラゴンボール カカロット                                               | 2015年2月5日 2020年1月16日              |         |
| ゴテンクス：ゼノ                          | ドラゴンボールヒーローズ ドラゴンボールZ ドッカンバトル                                           | 2016年3月10日 2019年11月21日            |         |
| 超サイヤ人ゴテンクス：ゼノ                | ドラゴンボールヒーローズ                                                                          | 2016年3月10日                           |         |
| 超サイヤ人3ゴテンクス：ゼノ               | ドラゴンボールヒーローズ                                                                          | 2016年3月10日                           |         |
ベジット

| 形態                                          | 登場作品                                                           | 備考    |
| --------------------------------------------- | ------------------------------------------------------------------ | ------- |
| 超サイヤ人2ベジット                           | ドラゴンボールヒーローズ                                           |         |
| 超サイヤ人3ベジット                           | ドラゴンボールヒーローズ ミラクルバトルカードダス ドラゴンボール改 | [注 53] |
| ベジット：ゼノ                                | スーパードラゴンボールヒーローズ                                   |         |
| 超サイヤ人3ベジット：ゼノ                     | スーパードラゴンボールヒーローズ                                   |         |
| SSGSS界王拳ベジット                           | スーパードラゴンボールヒーローズ                                   |         |
| 超サイヤ人4ベジット：ゼノ                     | スーパードラゴンボールヒーローズ ドラゴンボールZ ドッカンバトル    |         |
| 凶悪化[注 52]超サイヤ人ベジット               | ドラゴンボール カカロット                                          |         |
| SSGSS・バリヤーベジット                       | スーパードラゴンボールヒーローズ                                   |         |
| 超フルパワーサイヤ人4・限界突破ベジット：ゼノ | スーパードラゴンボールヒーローズ                                   |         |
パン

| 形態            | 登場作品                                                        | 備考 |
| --------------- | --------------------------------------------------------------- | ---- |
| 洗脳[注 36]パン | ドラゴンボール ゼノバース2 （DLC「魔人の後継者編パック」）      |      |
| パン：ゼノ      | スーパードラゴンボールヒーローズ ドラゴンボールZ ドッカンバトル |      |

### アニメキャラクターのゲームオリジナル形態
アニメ版オリジナルキャラクターのアニメ作品には登場しない姿（強化形態・変身）。
ラーズベリ

| 形態                           | 登場作品                                             | 備考 |
| ------------------------------ | ---------------------------------------------------- | ---- |
| 凶悪化[注 38][注 26]ラーズベリ | ドラゴンボール ゼノバース ドラゴンボール ゼノバース2 |      |
バーダック

| 形態                                          | 登場作品                                                                            | 発売日または稼動日                         | 備考           |
| --------------------------------------------- | ----------------------------------------------------------------------------------- | ------------------------------------------ | -------------- |
| バーダック（天使の輪）：未来                  | ドラゴンボールZ 真武道会2                                                           | 2007年6月7日                               |                |
| イービルバーダック[38] 仮面のサイヤ人         | ドラゴンボールオンライン ドラゴンボールヒーローズ ドラゴンボール ゼノバース2        | 2010年1月14日 2015年3月12日 2016年11月2日  | [注 54]        |
| 大猿イービルバーダック 大猿仮面のサイヤ人     | ドラゴンボールオンライン ドラゴンボールヒーローズ                                   | 2010年1月14日 2015年3月12日                |                |
| 超サイヤ人バーダック                          | ドラゴンボールヒーローズ ドラゴンボールZ BATTLE OF Z ドラゴンボールZ ドッカンバトル | 2011年7月14日 2014年2月6日 2015年3月12日   | [注 55][注 56] |
| 超サイヤ人2バーダック                         | ドラゴンボールヒーローズ ドラゴンボールZ ドッカンバトル                             | 2014年1月16日 2017年3月18日                |                |
| バーダック：ゼノ                              | ドラゴンボールヒーローズ ドラゴンボール ゼノバース2                                 | 2015年7月16日 2016年11月2日                |                |
| 超サイヤ人バーダック:ゼノ                     | ドラゴンボールヒーローズ ドラゴンボール ゼノバース2                                 | 2015年7月16日 2016年11月2日                |                |
| 超サイヤ人2バーダック：ゼノ                   | ドラゴンボールヒーローズ ドラゴンボール ゼノバース2                                 | 2015年7月16日 2016年11月2日                | [注 57]        |
| 超サイヤ人3バーダック：ゼノ[39]               | ドラゴンボールヒーローズ ドラゴンボール ゼノバース2 ドラゴンボールZ ドッカンバトル  | 2015年7月16日 2016年11月2日 2017年11月30日 | [注 58]        |
| 超サイヤ人4バーダック                         | スーパードラゴンボールヒーローズ ドラゴンボールZ ドッカンバトル                     | 2017年11月9日 2020年11月19日               |                |
| 超サイヤ人4バーダック：ゼノ                   | スーパードラゴンボールヒーローズ                                                    | 2019年9月12日                              |                |
| 黒衣の戦士                                    | スーパードラゴンボールヒーローズ                                                    | 2021年3月18日                              |                |
| 超サイヤ人黒衣の戦士                          | スーパードラゴンボールヒーローズ                                                    | 2021年7月15日                              |                |
| 超サイヤ人3バーダック                         | スーパードラゴンボールヒーローズ                                                    | 2022年3月10日                              |                |
| 超サイヤ人・暗黒ドラゴンボール強化黒衣の戦士  | スーパードラゴンボールヒーローズ ドラゴンボールZ ドッカンバトル                     | 2022年5月12日 2024年11月12日               |                |
| 超サイヤ人3・暗黒ドラゴンボール強化黒衣の戦士 | スーパードラゴンボールヒーローズ                                                    | 2022年9月15日                              |                |
| 超サイヤ人4・暗黒ドラゴンボール強化黒衣の戦士 | スーパードラゴンボールヒーローズ                                                    | 2023年7月6日                               |                |
| バーダック(ザマス)                            | ドラゴンボール Sparking! ZERO                                                       | 2024年10月10日                             |                |
ベジータ王
| 形態                     | 登場作品                                                                              | 備考 |
| ------------------------ | ------------------------------------------------------------------------------------- | ---- |
| 大猿ベジータ王           | ドラゴンボールZ Sparking! METEOR ドラゴンボールヒーローズ ICカードダス ドラゴンボール |      |
| 暗黒仮面王               | スーパードラゴンボールヒーローズ ドラゴンボールZ ドッカンバトル                       |      |
| ベジータ王：ゼノ         | スーパードラゴンボールヒーローズ                                                      |      |
| ベジータ王：ゼノ（復活） | スーパードラゴンボールヒーローズ                                                      |      |
パイクーハン
| 形態                           | 登場作品                                                | 備考 |
| ------------------------------ | ------------------------------------------------------- | ---- |
| パイクーハン（天使の輪）：未来 | ドラゴンボールZ 真武道会2                               |      |
| スーパーパイクーハン           | ドラゴンボールヒーローズ ドラゴンボールZ ドッカンバトル |      |
ベビー
| 形態                             | 登場作品                                                     | 備考 |
| -------------------------------- | ------------------------------------------------------------ | ---- |
| 凶悪化[注 38]大猿ベビー          | ドラゴンボール ゼノバース （DLC「ドラゴンボールGT編」）      |      |
| 極悪化[12][注 21]スーパーベビー2 | ドラゴンボール ゼノバース2 （DLC「無料アップデート第10弾」） |      |
| 大猿ベビー（魔強化形態[注 19]）  | スーパードラゴンボールヒーローズ                             |      |
新17号
| 形態                | 登場作品                                                | 備考 |
| ------------------- | ------------------------------------------------------- | ---- |
| 凶悪化[注 38]新17号 | ドラゴンボール ゼノバース （DLC「ドラゴンボールGT編」） |      |
超17号
| 形態                | 登場作品                                                | 備考 |
| ------------------- | ------------------------------------------------------- | ---- |
| 凶悪化[注 38]超17号 | ドラゴンボール ゼノバース （DLC「ドラゴンボールGT編」） |      |
一星龍
| 形態                            | 登場作品                                                                           | 備考 |
| ------------------------------- | ---------------------------------------------------------------------------------- | ---- |
| 凶悪化[注 38][注 26]超一星龍    | ドラゴンボール ゼノバース （DLC「ドラゴンボールGT編」） ドラゴンボール ゼノバース2 |      |
| 極悪化[注 27][注 21]超一星龍    | ドラゴンボール ゼノバース2                                                         |      |
| 一星龍：ゼノ                    | スーパードラゴンボールヒーローズ                                                   |      |
| 超一星龍：ゼノ                  | スーパードラゴンボールヒーローズ                                                   |      |
| 魔強化形態[注 19]超一星龍：ゼノ | スーパードラゴンボールヒーローズ                                                   |      |
| 破壊王[注 18]超一星龍           | スーパードラゴンボールヒーローズ                                                   |      |
二星龍
| 形態               | 登場作品                         | 備考 |
| ------------------ | -------------------------------- | ---- |
| 超二星龍（巨大化） | ドラゴンボールヒーローズ         |      |
| 二星龍：ゼノ       | スーパードラゴンボールヒーローズ |      |
三星龍
| 形態                       | 登場作品                                                                           | 備考 |
| -------------------------- | ---------------------------------------------------------------------------------- | ---- |
| 超三星龍                   | ドラゴンボールヒーローズ                                                           |      |
| 凶悪化[注 38][注 26]三星龍 | ドラゴンボール ゼノバース （DLC「ドラゴンボールGT編」） ドラゴンボール ゼノバース2 |      |
| 三星龍：ゼノ               | スーパードラゴンボールヒーローズ                                                   |      |
| 洗脳[注 36]三星龍          | ドラゴンボール ゼノバース2 （DLC「魔人の後継者編パック」）                         |      |
四星龍
| 形態                       | 登場作品                                                                           | 備考 |
| -------------------------- | ---------------------------------------------------------------------------------- | ---- |
| 超四星龍                   | ドラゴンボールヒーローズ                                                           |      |
| 凶悪化[注 38][注 26]四星龍 | ドラゴンボール ゼノバース （DLC「ドラゴンボールGT編」） ドラゴンボール ゼノバース2 |      |
| 四星龍：ゼノ               | スーパードラゴンボールヒーローズ                                                   |      |
| 洗脳[注 36]四星龍          | ドラゴンボール ゼノバース2 （DLC「魔人の後継者編パック」）                         |      |
五星龍
| 形態         | 登場作品                         | 備考 |
| ------------ | -------------------------------- | ---- |
| 五星龍：ゼノ | スーパードラゴンボールヒーローズ |      |
六星龍
| 形態               | 登場作品                         | 備考    |
| ------------------ | -------------------------------- | ------- |
| 超六星龍（巨大化） | ドラゴンボールヒーローズ         | [注 59] |
| 六星龍：ゼノ       | スーパードラゴンボールヒーローズ |         |
七星龍
| 形態         | 登場作品                         | 備考 |
| ------------ | -------------------------------- | ---- |
| 七星龍：ゼノ | スーパードラゴンボールヒーローズ |      |
チルド
| 形態                        | 登場作品                         | 備考 |
| --------------------------- | -------------------------------- | ---- |
| チルド（魔強化形態[注 19]） | スーパードラゴンボールヒーローズ |      |
フロスト
| 形態                | 登場作品                                                  | 備考 |
| ------------------- | --------------------------------------------------------- | ---- |
| 洗脳[注 36]フロスト | ドラゴンボール ゼノバース2 （DLC「第6宇宙編後編パック」） |      |
キャベ
| 形態              | 登場作品                                                  | 備考 |
| ----------------- | --------------------------------------------------------- | ---- |
| 洗脳[注 36]キャベ | ドラゴンボール ゼノバース2 （DLC「第6宇宙編後編パック」） |      |
ヒット
| 形態                      | 登場作品                                                    | 備考 |
| ------------------------- | ----------------------------------------------------------- | ---- |
| 洗脳[注 36]ヒット         | ドラゴンボール ゼノバース2 （DLC「第6宇宙編後編パック」）   |      |
| 洗脳[注 36]ヒット（覚醒） | ドラゴンボール ゼノバース2 （DLC「第6宇宙編後編パック」）   |      |
| 極悪化[注 60]ヒット       | ドラゴンボール ゼノバース2 （DLC「FUTURE SAGA Chapter 1」） |      |
ゴクウブラック
| 形態                                                                  | 登場作品                                                         | 備考 |
| --------------------------------------------------------------------- | ---------------------------------------------------------------- | ---- |
| 洗脳[注 36]ゴクウブラック                                             | ドラゴンボール ゼノバース2 （DLC「未来トランクス編後編パック」） |      |
| 洗脳[注 36]ゴクウブラック（超サイヤ人ロゼ）                           | ドラゴンボール ゼノバース2 （DLC「未来トランクス編後編パック」） |      |
| ゴクウブラック（超サイヤ人ロゼ） （ギニューにボディチェンジされた姿） | ドラゴンボール ゼノバース2 （DLC「∞の歴史編パック」）            |      |
| 紅き仮面のサイヤ人                                                    | スーパードラゴンボールヒーローズ                                 |      |
| 超サイヤ人ロゼ紅き仮面のサイヤ人                                      | スーパードラゴンボールヒーローズ                                 |      |
| 超サイヤ人ロゼ2紅き仮面のサイヤ人                                     | スーパードラゴンボールヒーローズ                                 |      |
| 超サイヤ人ロゼ3紅き仮面のサイヤ人                                     | スーパードラゴンボールヒーローズ                                 |      |
| 超サイヤ人ロゼフルパワー紅き仮面のサイヤ人                            | スーパードラゴンボールヒーローズ                                 |      |
| ゴクウブラック・超極悪化[36][注 45]                                   | ドラゴンボール ゼノバース2 （DLC「FUTURE SAGA Chapter 1」）      |      |
| ゴクウブラック（超サイヤ人ロゼ）・超極悪化[36][注 45]                 | ドラゴンボール ゼノバース2 （DLC「FUTURE SAGA Chapter 1」）      |      |
ザマス
| 形態              | 登場作品                                                         | 備考 |
| ----------------- | ---------------------------------------------------------------- | ---- |
| 洗脳[注 36]ザマス | ドラゴンボール ゼノバース2 （DLC「未来トランクス編後編パック」） |      |
ザマス：合体
| 形態                                       | 登場作品                                                         | 備考 |
| ------------------------------------------ | ---------------------------------------------------------------- | ---- |
| 洗脳[注 36]ザマス：合体                    | ドラゴンボール ゼノバース2 （DLC「未来トランクス編後編パック」） |      |
| 洗脳[注 36]ザマス：合体（半身崩壊）        | ドラゴンボール ゼノバース2 （DLC「未来トランクス編後編パック」） |      |
| ザマス：合体（眼帯）                       | スーパードラゴンボールヒーローズ                                 |      |
| ザマス：合体（光輪・眼帯）                 | スーパードラゴンボールヒーローズ                                 |      |
| 合体ザマス（ゴハンブラック合体）           | ドラゴンボール Sparking! ZERO                                    |      |
| 合体ザマス：半身崩壊（ゴハンブラック合体） | ドラゴンボール Sparking! ZERO                                    |      |
カリフラ
| 形態                             | 登場作品                                                    | 備考 |
| -------------------------------- | ----------------------------------------------------------- | ---- |
| 極悪化[注 60]超サイヤ人2カリフラ | ドラゴンボール ゼノバース2 （DLC「FUTURE SAGA Chapter 1」） |      |
ケール
| 形態                           | 登場作品                                                    | 備考 |
| ------------------------------ | ----------------------------------------------------------- | ---- |
| 極悪化[注 60]超サイヤ人2ケール | ドラゴンボール ゼノバース2 （DLC「FUTURE SAGA Chapter 1」） |      |
カーセラル
| 形態                  | 登場作品                                                    | 備考 |
| --------------------- | ----------------------------------------------------------- | ---- |
| 洗脳[注 36]カーセラル | ドラゴンボール ゼノバース2 （DLC「FUTURE SAGA Chapter 2」） |      |
ディスポ
| 形態                | 登場作品                                                    | 備考 |
| ------------------- | ----------------------------------------------------------- | ---- |
| 洗脳[注 36]ディスポ | ドラゴンボール ゼノバース2 （DLC「FUTURE SAGA Chapter 2」） |      |
トッポ
| 形態                                    | 登場作品                                                    | 備考 |
| --------------------------------------- | ----------------------------------------------------------- | ---- |
| 極悪化[40][注 21]トッポ（破壊神モード） | ドラゴンボール ゼノバース2 （DLC「炎と破壊編パック」）      |      |
| 洗脳[注 36]トッポ（破壊神モード）       | ドラゴンボール ゼノバース2 （DLC「FUTURE SAGA Chapter 2」） |      |
ジレン
| 形態                           | 登場作品                                                                               | 備考 |
| ------------------------------ | -------------------------------------------------------------------------------------- | ---- |
| 洗脳[注 36]ジレン              | ドラゴンボール ゼノバース2 （DLC「∞の歴史編パック」） （DLC「FUTURE SAGA Chapter 2」） |      |
| ジレン（フルパワー）・超極悪化 | ドラゴンボール ゼノバース2 （DLC「FUTURE SAGA Chapter 2」）                            |      |

### 映画キャラクターのゲームオリジナル形態
映画版オリジナルキャラクターの映画作品には登場しない姿（強化形態・変身）。
ガーリックJr.
| 形態                       | 登場作品                 | 備考 |
| -------------------------- | ------------------------ | ---- |
| 赤いガーリックJr.          | ドラゴンボールヒーローズ |      |
| 破壊王[注 18]ガーリックJr. | ドラゴンボールヒーローズ |      |
Dr.ウィロー
| 形態          | 登場作品                         | 備考 |
| ------------- | -------------------------------- | ---- |
| Dr.ダブリュー | スーパードラゴンボールヒーローズ |      |
| ウィロー      | スーパードラゴンボールヒーローズ |      |
ターレス
| 形態                           | 登場作品                                                                                      | 備考 |
| ------------------------------ | --------------------------------------------------------------------------------------------- | ---- |
| 大猿ターレス                   | ドラゴンボールZ Sparking! NEO ドラゴンボールZ Sparking! METEOR ドラゴンボールZ ドッカンバトル |      |
| 破壊王[注 18]ターレス          | ドラゴンボールヒーローズ                                                                      |      |
| 凶悪化[注 26]ターレス          | ドラゴンボール ゼノバース2                                                                    |      |
| ターレス：ゼノ                 | スーパードラゴンボールヒーローズ                                                              |      |
| 洗脳[注 36]ターレス            | ドラゴンボール ゼノバース2 （DLC「未来トランクス編後編パック」）                              |      |
| ターレス（悪のサイヤ人[41]）   | スーパードラゴンボールヒーローズ                                                              |      |
| ターレス（悪のサイヤ人・天使） | スーパードラゴンボールヒーローズ                                                              |      |
スラッグ
| 形態                          | 登場作品                                                         | 備考 |
| ----------------------------- | ---------------------------------------------------------------- | ---- |
| 破壊王[注 18]スラッグ         | ドラゴンボールヒーローズ                                         |      |
| 凶悪化[注 26]スラッグ         | ドラゴンボール ゼノバース2                                       |      |
| スラッグ：ゼノ                | スーパードラゴンボールヒーローズ                                 |      |
| スラッグ：ゼノ（巨大化）      | スーパードラゴンボールヒーローズ                                 |      |
| 洗脳[注 36]スラッグ           | ドラゴンボール ゼノバース2 （DLC「未来トランクス編後編パック」） |      |
| スラッグ（魔強化形態[注 19]） | スーパードラゴンボールヒーローズ                                 |      |
クウラ
| 形態                                  | 登場作品                                                        | 備考 |
| ------------------------------------- | --------------------------------------------------------------- | ---- |
| クウラ（第四形態）：未来              | ドラゴンボールZ 真武道会2                                       |      |
| 魔人化[注 18]クウラ（第四形態）：未来 | ドラゴンボールZ 真武道会2                                       |      |
| 魔人化[注 18]クウラ（最終形態）：未来 | ドラゴンボールZ 真武道会2                                       |      |
| 凶悪化[注 26]クウラ（第四形態）       | ドラゴンボール ゼノバース2                                      |      |
| 凶悪化[注 26]クウラ（最終形態）       | ドラゴンボール ゼノバース2                                      |      |
| ゴールデンクウラ                      | スーパードラゴンボールヒーローズ ドラゴンボールZ ドッカンバトル |      |
メタルクウラ
| 形態                                        | 登場作品                                                         | 備考 |
| ------------------------------------------- | ---------------------------------------------------------------- | ---- |
| メタルクウラ：未来                          | ドラゴンボールZ 真武道会2                                        |      |
| 凶悪化[注 26]メタルクウラ                   | ドラゴンボール ゼノバース2                                       |      |
| 極悪化[注 27][注 21][注 37]メタルクウラ     | ドラゴンボール ゼノバース2                                       |      |
| 洗脳[注 36]メタルクウラ                     | ドラゴンボール ゼノバース2 （DLC「未来トランクス編後編パック」） |      |
| メタルクウラ（暴走）                        | スーパードラゴンボールヒーローズ                                 |      |
| ゴールデンメタルクウラ                      | スーパードラゴンボールヒーローズ ドラゴンボールZ ドッカンバトル  |      |
| ゴールデンメタルクウラ：ゼノ                | スーパードラゴンボールヒーローズ                                 |      |
| ゴールデンメタルクウラ（魔強化形態[注 19]） | スーパードラゴンボールヒーローズ                                 |      |
人造人間13号
| 形態                      | 登場作品                                                    | 備考 |
| ------------------------- | ----------------------------------------------------------- | ---- |
| 洗脳[注 36]人造人間13号   | ドラゴンボール ゼノバース2 （DLC「∞の歴史編パック」）       |      |
| 極悪化[注 37]人造人間13号 | ドラゴンボール ゼノバース2 （DLC「FUTURE SAGA Chapter 1」） |      |
合体人造人間13号
| 形態                                  | 登場作品                         | 備考 |
| ------------------------------------- | -------------------------------- | ---- |
| 破壊王[注 18]合体人造人間13号         | ドラゴンボールヒーローズ         |      |
| 合体人造人間13号（魔強化形態[注 19]） | スーパードラゴンボールヒーローズ |      |
パラガス
| 形態           | 登場作品                         | 備考 |
| -------------- | -------------------------------- | ---- |
| パラガス：ゼノ | スーパードラゴンボールヒーローズ |      |
ブロリー

| 形態                                                         | 登場作品 | 発売日または稼動日                                                                               | 備考           |
| ------------------------------------------------------------ | --- | ------------------------------------------------------------------------------------------------ | -------------- |
| 超サイヤ人ブロリー（制御装置）：未来                         | ドラゴンボールZ 真武道会2 | 2007年6月7日                                                                                     |                |
| 魔人化[注 18]伝説の超サイヤ人ブロリー：未来                  | ドラゴンボールZ 真武道会2 | 2007年6月7日                                                                                     |                |
| 超サイヤ人2ブロリー                                          | ミラクルバトルカードダス ドラゴンボール改第2弾 | 2011年4月16日                                                                                    |                |
| 超サイヤ人3ブロリー                                          | ドラゴンバトラーズ第2弾 ドラゴンボール レイジングブラスト ドラゴンボール レイジングブラスト2 ミラクルバトルカードダス ドラゴンボール改第3弾 ドラゴンボールヒーローズ ドラゴンボールフュージョンズ ドラゴンボールZ ドッカンバトル | 2009年8月6日 2009年11月12日 2010年11月11日 2011年8月6日 2012年1月19日 2016年8月4日 2017年6月30日 |                |
| 破壊王[注 18]超サイヤ人3ブロリー                             | ドラゴンボールヒーローズ | 2014年7月10日                                                                                    |                |
| 超サイヤ人4ブロリー                                          | ドラゴンボールヒーローズ ドラゴンボールZ ドッカンバトル | 2014年11月13日 2020年11月19日                                                                    |                |
| 黄金大猿ブロリー                                             | ドラゴンボールヒーローズ ドラゴンボールフュージョンズ | 2014年11月13日 2016年8月4日                                                                      |                |
| 凶悪化[注 38]伝説の超サイヤ人ブロリー                        | ドラゴンボール ゼノバース | 2015年2月5日                                                                                     |                |
| 超サイヤ人4フルパワーブロリー                                | ドラゴンボールヒーローズ | 2016年1月21日                                                                                    |                |
| 極悪化[注 27][注 21]伝説の超サイヤ人ブロリー                 | ドラゴンボール ゼノバース2 | 2016年11月2日                                                                                    |                |
| 洗脳[注 36]伝説の超サイヤ人ブロリー                          | ドラゴンボール ゼノバース2 （DLC「未来トランクス編後編パック」） | 2017年9月28日                                                                                    |                |
| ブロリーダーク                                               | スーパードラゴンボールヒーローズ | 2017年11月9日                                                                                    |                |
| 極悪化[注 21]超サイヤ人フルパワーブロリー                    | ドラゴンボール ゼノバース2 （DLC「映画「ドラゴンボール超 ブロリー」編パック 」） | 2018年12月19日                                                                                   | DB超のブロリー |
| ブロリーダーク（復活）                                       | スーパードラゴンボールヒーローズ | 2019年9月12日                                                                                    |                |
| 超フルパワーサイヤ人4・限界突破ブロリー                      | スーパードラゴンボールヒーローズ | 2021年1月21日                                                                                    |                |
| 超フルパワーサイヤ人4・限界突破ブロリー（魔強化形態[注 19]） | スーパードラゴンボールヒーローズ | 2023年3月9日                                                                                     |                |
| 極悪化[注 21]超サイヤ人ブロリー（抑制）                      | ドラゴンボール ゼノバース2 （DLC「FUTURE SAGA Chapter 1」） | 2024年5月23日                                                                                    |                |
ボージャック
| 形態                              | 登場作品                                                    | 備考 |
| --------------------------------- | ----------------------------------------------------------- | ---- |
| 破壊王[注 18]ボージャック         | ドラゴンボールヒーローズ                                    |      |
| ボージャック（魔強化形態[注 19]） | スーパードラゴンボールヒーローズ                            |      |
| 極悪化[注 37]ボージャック         | ドラゴンボール ゼノバース2 （DLC「FUTURE SAGA Chapter 1」） |      |
ジャネンバ
| 形態                                            | 登場作品                                                                        | 備考 |
| ----------------------------------------------- | ------------------------------------------------------------------------------- | ---- |
| ジャネンバ（変身後・増殖）                      | ドラゴンボールZ 真武道会 ドラゴンボール ゼノバース2 （DLC「炎と破壊編パック」） |      |
| ジャネンバ：未来（変身後）                      | ドラゴンボールZ 真武道会2                                                       |      |
| 破壊王[注 18]ジャネンバ                         | ドラゴンボールヒーローズ                                                        |      |
| 極悪化[注 27][注 21][注 37]ジャネンバ（変身後） | ドラゴンボール ゼノバース2 （DLC「炎と破壊編パック」）                          |      |
| ジャネンバ：ゼノ                                | スーパードラゴンボールヒーローズ                                                |      |
| ジャネンバ（改造）                              | スーパードラゴンボールヒーローズ ドラゴンボールZ ドッカンバトル                 |      |
| 洗脳[注 36]ジャネンバ（変身後）                 | ドラゴンボール ゼノバース2 （DLC「未来トランクス編後編パック」）                |      |
| ジャネンバ（魔強化形態[注 19]）                 | スーパードラゴンボールヒーローズ                                                |      |
ゴジータ

| 形態                                          | 登場作品                                                           | 備考    |
| --------------------------------------------- | ------------------------------------------------------------------ | ------- |
| 超サイヤ人2ゴジータ                           | ドラゴンボールヒーローズ                                           |         |
| 超サイヤ人3ゴジータ                           | ドラゴンボールヒーローズ ミラクルバトルカードダス ドラゴンボール改 |         |
| 黄金大猿ゴジータ                              | ドラゴンボールヒーローズ スーパードラゴンボールヒーローズ          | [注 61] |
| ゴジータ：ゼノ                                | スーパードラゴンボールヒーローズ                                   |         |
| 超サイヤ人3ゴジータ：ゼノ                     | スーパードラゴンボールヒーローズ                                   |         |
| 超サイヤ人4ゴジータ：ゼノ                     | スーパードラゴンボールヒーローズ                                   |         |
| 暗黒ゴジータ                                  | スーパードラゴンボールヒーローズ                                   | [注 31] |
| 超サイヤ人4界王拳ゴジータ：ゼノ               | スーパードラゴンボールヒーローズ                                   |         |
| ゴジータ：UM                                  | スーパードラゴンボールヒーローズ                                   |         |
| SSGSSゴジータ：UM                             | スーパードラゴンボールヒーローズ                                   |         |
| SSGSSゴジータ：BM                             | スーパードラゴンボールヒーローズ                                   |         |
| SSGSS・進化ゴジータ：BM                       | スーパードラゴンボールヒーローズ                                   |         |
| 超フルパワーサイヤ人4・限界突破ゴジータ：ゼノ | スーパードラゴンボールヒーローズ                                   |         |
タピオン
| 形態                | 登場作品                                              | 備考 |
| ------------------- | ----------------------------------------------------- | ---- |
| 強化[注 36]タピオン | ドラゴンボール ゼノバース2 （DLC「∞の歴史編パック」） |      |
ヒルデガーン
| 形態                              | 登場作品                         | 備考 |
| --------------------------------- | -------------------------------- | ---- |
| 破壊王[注 18]ヒルデガーン         | ドラゴンボールヒーローズ         |      |
| ヒルデガーン（魔強化形態[注 19]） | スーパードラゴンボールヒーローズ |      |
ガンマ1号
| 形態                 | 登場作品                                                          | 備考 |
| -------------------- | ----------------------------------------------------------------- | ---- |
| 強化[注 36]ガンマ1号 | ドラゴンボール ゼノバース2 （DLC「正義のヒーロー編パック第2弾」） |      |
ガンマ2号
| 形態                 | 登場作品                                                          | 備考 |
| -------------------- | ----------------------------------------------------------------- | ---- |
| 強化[注 36]ガンマ2号 | ドラゴンボール ゼノバース2 （DLC「正義のヒーロー編パック第2弾」） |      |

### 既存のキャラクターの融合形態
ナメック星人の同化
オリジナルの組み合わせ（原作やアニメ版にはない組み合わせ）を記述
| キャラ名 | 使用者                 | 使用者             | 登場作品                     | 備考    |
| -------- | ---------------------- | ------------------ | ---------------------------- | ------- |
| ピッコロ | ピッコロ（マジュニア） | ツムリー&マイーマ  | ドラゴンボールZ 超サイヤ伝説 |         |
| ピッコロ | ピッコロ（マジュニア） | デンデ             | ドラゴンボールZ 超サイヤ伝説 | [注 62] |
| ピッコロ | ピッコロ（マジュニア） | 初代ピッコロ大魔王 | ドラゴンボールZ 舞空闘劇     |         |
セルによる吸収
| 形態     | 吸収対象 | 登場作品                 | 備考 |
| -------- | -------- | ------------------------ | ---- |
| セルリン | クリリン | ドラゴンボールZ (ゲーム) |      |
魔人ブウによる吸収
| 形態                                                 | 吸収対象                                            | 登場作品                                                | 備考 |
| ---------------------------------------------------- | --------------------------------------------------- | ------------------------------------------------------- | ---- |
| 魔人ブウ：悪（ベジータ吸収形態）                     | ベジータ                                            | ドラゴンボールZ2 (PlayStation 2)                        |      |
| 魔人ブウ：悪（セル吸収形態）                         | セル（完全体）                                      | ドラゴンボールZ2 (PlayStation 2)                        |      |
| 魔人ブウ：悪（フリーザ吸収形態）                     | フリーザ（最終形態）                                | ドラゴンボールZ2 (PlayStation 2)                        |      |
| 魔人ブウ：悪（ヤムチャ&天津飯吸収形態）              | ヤムチャ&天津飯                                     | ドラゴンボールZ2 (PlayStation 2)                        |      |
| 魔人ブウ：悪（ブロリー&クウラ吸収形態）              | ブロリー&クウラ                                     | ドラゴンボールZ 真武道会2                               |      |
| 魔人ブウ：純粋悪（ブロリー&クウラ&バビディ吸収形態） | 魔人ブウ：無邪気（チョコ）&ブロリー&クウラ&バビディ | ドラゴンボールZ 真武道会2                               |      |
| 魔人ブウ：純粋（ブロリー&クウラ&バビディ吸収形態）   | ブロリー&クウラ&バビディ                            | ドラゴンボールZ 真武道会2                               |      |
| 魔人ブウ：純粋（キビト神吸収形態）                   | キビト神                                            | ドラゴンボールヒーローズ                                |      |
| 魔人ブウ：純粋（バビディ吸収形態）                   | バビディ                                            | ドラゴンボールヒーローズ ドラゴンボールZ ドッカンバトル |      |
超17号による吸収
| 形態               | 吸収対象         | 登場作品                 | 備考 |
| ------------------ | ---------------- | ------------------------ | ---- |
| 超17号（セル吸収） | セル（超完全体） | ドラゴンボールヒーローズ |      |
| 超17号（16号吸収） | 人造人間16号     | ドラゴンボールヒーローズ |      |
| 超17号（18号吸収） | 人造人間18号     | ドラゴンボールヒーローズ |      |
フュージョンによる合体
オリジナルの組み合わせ（原作やアニメ版にない組み合わせ）を記述。
『ドラゴンボールフュージョンズ』では、体格の異なるキャラクターの合体を可能とする「EX（エクス）フュージョン」、5人でフュージョンする「マキシフュージョン」が登場。
メタモル星人衣装の戦士は通常のフュージョンである。
ドラゴンボールシリーズに登場するキャラクターのEXフュージョン（ピニッジ以外のゲームオリジナルキャラクターは除く）は全てドラゴンボールフュージョンズ公式超ガイドブックで確認できる。
| キャラ名                   | 使用者                | 使用者                   | 技名           | 登場作品                                                      | 備考           |
| -------------------------- | --------------------- | ------------------------ | -------------- | ------------------------------------------------------------- | -------------- |
| ヤム飯（ヤムハン）         | ヤムチャ              | 天津飯                   | フュージョン   | ドラゴンボールZ2 (PlayStation 2) ドラゴンボールフュージョンズ |                |
| ピリリン                   | ピッコロ              | クリリン                 | フュージョン   | ドラゴンボールフュージョンズ                                  | [注 63]        |
| ナッツ                     | ナッパ                | ラディッツ               | フュージョン   | ドラゴンボールフュージョンズ                                  | [注 64]        |
| リクータ                   | リクーム              | バータ                   | フュージョン   | ドラゴンボールフュージョンズ                                  |                |
| グルース                   | グルド                | ジース                   | フュージョン   | ドラゴンボールフュージョンズ                                  |                |
| ゴハンクス：未来           | 孫悟飯：未来          | トランクス：未来         | フュージョン   | ドラゴンボールヒーローズ ドラゴンボールフュージョンズ         | [注 14]        |
| 名称なし                   | ピッコロ              | Dr.マシリト              | フュージョン   | ジャンプスーパースターズ                                      |                |
| EXゴハンクス               | 孫悟飯：少年期        | トランクス（幼年期）     | EXフュージョン | ドラゴンボール フュージョンズ ドラゴンボールヒーローズ        | [注 14][注 15] |
| カロリー[44]               | 孫悟空                | 超サイヤ人ブロリー       | EXフュージョン | ドラゴンボールフュージョンズ ドラゴンボールZ ドッカンバトル   |                |
| パンデル                   | パン                  | ビーデル                 | EXフュージョン | ドラゴンボールフュージョンズ ドラゴンボールZ ドッカンバトル   |                |
| ブラパン                   | ブラ                  | パン                     | EXフュージョン | ドラゴンボールフュージョンズ ドラゴンボールZ ドッカンバトル   |                |
| ジャネンブウ               | スーパージャネンバ    | 魔人ブウ：純粋           | EXフュージョン | ドラゴンボールフュージョンズ ドラゴンボールZ ドッカンバトル   |                |
| フウラ                     | フリーザ（最終形態）  | クウラ                   | EXフュージョン | ドラゴンボールフュージョンズ ドラゴンボールZ ドッカンバトル   |                |
| チャオマン                 | チャオズ              | 栽培マン（サイバイマン） | EXフュージョン | ドラゴンボールフュージョンズ ドラゴンボールZ ドッカンバトル   |                |
| バーロット                 | バーダック            | 孫悟空                   | EXフュージョン | ドラゴンボールフュージョンズ ドラゴンボールZ ドッカンバトル   |                |
| カロリーブラック           | ゴクウブラック：ロゼ  | 超サイヤ人ブロリー       | EXフュージョン | ドラゴンボールフュージョンズ                                  |                |
| ゴマス                     | 孫悟空：少年期        | ザマス                   | EXフュージョン | ドラゴンボールフュージョンズ                                  |                |
| ゴリリン                   | 孫悟空：少年期        | クリリン                 | EXフュージョン | ドラゴンボールフュージョンズ                                  |                |
| クリゴハン                 | クリリン              | 孫悟飯：少年期           | EXフュージョン | ドラゴンボールフュージョンズ                                  |                |
| ゴクウハン[注 65] クウハン | 孫悟空：少年期        | 孫悟飯：少年期           | EXフュージョン | ドラゴンボールフュージョンズ                                  |                |
| EXヤムハン                 | ヤムチャ              | 天津飯                   | EXフュージョン | ドラゴンボールフュージョンズ                                  |                |
| EXピリリン                 | ピッコロ              | クリリン                 | EXフュージョン | ドラゴンボールフュージョンズ                                  |                |
| ベジンクス                 | ベジータ              | トランクス：未来         | EXフュージョン | ドラゴンボールフュージョンズ                                  |                |
| ヤムータ                   | ヤムチャ              | ベジータ                 | EXフュージョン | ドラゴンボールフュージョンズ                                  |                |
| ピニータ                   | ピニッジ              | ベジータ                 | EXフュージョン | ドラゴンボールフュージョンズ                                  |                |
| ブタン[注 66] 魔人サタン   | 魔人ブウ：善          | ミスター・サタン         | EXフュージョン | ドラゴンボールフュージョンズ                                  |                |
| トワレ                     | トワ                  | 則巻アラレ               | EXフュージョン | ドラゴンボールフュージョンズ                                  |                |
| トワネ                     | トワ                  | ギネ                     | EXフュージョン | ドラゴンボールフュージョンズ                                  |                |
| タッツ                     | ターレス              | ラディッツ               | EXフュージョン | ドラゴンボールフュージョンズ                                  |                |
| ラッパ                     | ラディッツ            | ナッパ                   | EXフュージョン | ドラゴンボールフュージョンズ                                  |                |
| グレートサイヤマン12号     | グレートサイヤマン1号 | グレートサイヤマン2号    | EXフュージョン | ドラゴンボールフュージョンズ                                  |                |
| ギニューマン               | ギニュー              | グレートサイヤマン1号    | EXフュージョン | ドラゴンボールフュージョンズ                                  |                |
| ギニューザ                 | ギニュー              | フリーザ（最終形態）     | EXフュージョン | ドラゴンボールフュージョンズ                                  |                |
| セルーザ                   | セル（完全体）        | フリーザ（最終形態）     | EXフュージョン | ドラゴンボールフュージョンズ                                  |                |
| EXゴジータ                 | 孫悟空                | ベジータ                 | EXフュージョン | ドラゴンボールフュージョンズ                                  |                |
| EXゴテンクス               | 孫悟天                | トランクス：幼年期       | EXフュージョン | ドラゴンボールフュージョンズ                                  |                |
| EXトランクス               | トランクス：超        | トランクス：幼年期       | EXフュージョン | ドラゴンボールフュージョンズ                                  |                |
| ドドーボン                 | ドドリア              | ザーボン                 | EXフュージョン | ドラゴンボールフュージョンズ                                  |                |
| バース                     | バータ                | ジース                   | EXフュージョン | ドラゴンボールフュージョンズ                                  |                |
| リグルド                   | リクーム              | グルド                   | EXフュージョン | ドラゴンボールフュージョンズ                                  |                |
| ビルスイス                 | ビルス                | ウイス                   | EXフュージョン | ドラゴンボールフュージョンズ                                  |                |
| チャオハン                 | チャオズ              | 天津飯                   | EXフュージョン | ドラゴンボールフュージョンズ                                  |                |
| チャオルド                 | チャオズ              | グルド                   | EXフュージョン | ドラゴンボールフュージョンズ                                  |                |
| グレートサタンマン         | グレートサイヤマン    | ミスター・サタン         | EXフュージョン | ドラゴンボールフュージョンズ                                  | [注 67]        |
| ゴルス                     | 孫悟空                | ビルス                   | EXフュージョン | ドラゴンボールフュージョンズ                                  | [注 68]        |
| タクス                     | タピオン              | トランクス               | EXフュージョン | ドラゴンボールフュージョンズ                                  | [注 69]        |
| コロハン[47]               | ピッコロ              | 孫悟飯                   | EXフュージョン | ドラゴンボールフュージョンズ                                  |                |
| ピッコーハン               | ピッコロ              | パイクーハン             | EXフュージョン | ドラゴンボールフュージョンズ                                  |                |
| ダーミラ                   | ダーブラ              | ミラ                     | EXフュージョン | ドラゴンボールフュージョンズ                                  |                |
| 人造人間1617号             | 人造人間16号          | 人造人間17号             | EXフュージョン | ドラゴンボールフュージョンズ                                  |                |
| 人造人間1718号             | 人造人間17号          | 人造人間18号             | EXフュージョン | ドラゴンボールフュージョンズ                                  |                |
| 人造人間1920号             | 人造人間19号          | 人造人間20号             | EXフュージョン | ドラゴンボールフュージョンズ                                  |                |
| パーフェクト16号           | セル（完全体）        | 人造人間16号             | EXフュージョン | ドラゴンボールフュージョンズ                                  |                |
| セル17号                   | セル（完全体）        | 人造人間17号             | EXフュージョン | ドラゴンボールフュージョンズ                                  |                |
| アラレ18号                 | 則巻アラレ            | 人造人間18号             | EXフュージョン | ドラゴンボールフュージョンズ                                  |                |
| スーシンクウ               | 四星龍                | 孫悟空                   | EXフュージョン | ドラゴンボールフュージョンズ                                  |                |
| ジャンクス                 | ジャコ                | トランクス：未来         | EXフュージョン | ドラゴンボールフュージョンズ                                  |                |
| グレートジャコ             | グレートサイヤマン    | ジャコ                   | EXフュージョン | ドラゴンボールフュージョンズ                                  |                |
| キビコロ神                 | キビト神              | ピッコロ                 | EXフュージョン | ドラゴンボールフュージョンズ                                  |                |
| キビル神                   | キビト神              | ビルス                   | EXフュージョン | ドラゴンボールフュージョンズ                                  |                |
| ダッコロ大魔王             | ダーブラ              | ピッコロ大魔王           | EXフュージョン | ドラゴンボールフュージョンズ                                  |                |
ポタラによる合体
| キャラ名         | 使用者         | 使用者                   | 登場作品                                                        | 備考 |
| ---------------- | -------------- | ------------------------ | --------------------------------------------------------------- | ---- |
| ゴタン[注 1]     | 孫悟空         | ミスター・サタン         | ドラゴンボールZ2 (PlayStation 2)                                |      |
| ベジークス：ゼノ | ベジータ：ゼノ | トランクス：ゼノ（長髪） | スーパードラゴンボールヒーローズ ドラゴンボールZ ドッカンバトル |      |
ベビーによる寄生
| 形態                          | 寄生対象         | 登場作品                                                | 備考 |
| ----------------------------- | ---------------- | ------------------------------------------------------- | ---- |
| ジャネンバベビー              | ジャネンバ       | ドラゴンボールヒーローズ ドラゴンボールZ ドッカンバトル |      |
| 破壊王[注 18]ジャネンバベビー | 破壊王ジャネンバ | ドラゴンボールヒーローズ                                |      |
| スーパーベビー：トランクス    | トランクス       | ドラゴンボールヒーローズ                                |      |
| ハッチヒャックベビー          | ハッチヒャック   | ドラゴンボールヒーローズ                                |      |

## 既存のキャラクターの色違い

### 原作キャラクターの色違い
悟空の色違い
| 名称                     | 配色                        | 登場作品                                                     | 備考 |
| ------------------------ | --------------------------- | ------------------------------------------------------------ | ---- |
| ニセ悟空                 | 黄緑色                      | ドラゴンボール3 悟空伝                                       |      |
| 戦闘人形孫悟空           | オリジナルと同色            | ドラゴンボールZ 真武道会2                                    |      |
| 戦闘人形超サイヤ人孫悟空 | オリジナルと同色            | ドラゴンボールZ 真武道会2                                    |      |
| メカゴクウ               | 銀色                        | ドラゴンボールフュージョンズ                                 |      |
| スーパーメカゴクウ       | 金色                        | ドラゴンボールフュージョンズ                                 |      |
| クローン孫悟空           | 目が赤色 服が薄い黒色と赤色 | ドラゴンボール ファイターズ スーパードラゴンボールヒーローズ |      |
| レプリカ[注 39]孫悟空    | 目が赤色                    | JUMP FORCE                                                   |      |
山賊の色違い
山賊は『ドラゴンボール3 悟空伝』では肌が灰色、鎧が青色。
| 名称           | 配色              | 登場作品               | 備考 |
| -------------- | ----------------- | ---------------------- | ---- |
| リカント       | 紫色              | ドラゴンボール3 悟空伝 |      |
| ゾンビリカント | 肌が灰色 鎧が茶色 | ドラゴンボール3 悟空伝 |      |
| 山賊のボス     | 肌が茶色 鎧が青色 | ドラゴンボール3 悟空伝 |      |
ウーロンが化けた猛牛の色違い
猛牛は『ドラゴンボール3 悟空伝』では灰色。
| 名称 | 配色 | 登場作品               | 備考 |
| ---- | ---- | ---------------------- | ---- |
| 大牛 | 紫色 | ドラゴンボール3 悟空伝 |      |
ヤムチャの色違い
| 名称             | 配色                        | 登場作品                                                     | 備考 |
| ---------------- | --------------------------- | ------------------------------------------------------------ | ---- |
| クローンヤムチャ | 目が赤色 服が薄い黒色と赤色 | ドラゴンボール ファイターズ スーパードラゴンボールヒーローズ |      |
クリリンの色違い
| 名称             | 配色                        | 登場作品                                                     | 備考 |
| ---------------- | --------------------------- | ------------------------------------------------------------ | ---- |
| 戦闘人形クリリン | オリジナルと同色            | ドラゴンボールZ 真武道会2                                    |      |
| クローンクリリン | 目が赤色 服が薄い黒色と赤色 | ドラゴンボール ファイターズ スーパードラゴンボールヒーローズ |      |
ギランの色違い
ギランは『ドラゴンボール3 悟空伝』では頭が青色。
| 名称         | 配色     | 登場作品               | 備考 |
| ------------ | -------- | ---------------------- | ---- |
| 毒ギラン     | 橙色     | ドラゴンボール3 悟空伝 |      |
| キングギラン | 頭が緑色 | ドラゴンボール3 悟空伝 |      |
メタリック軍曹の色違い
メタリック軍曹は『ドラゴンボール3 悟空伝』では濃い橙色。
| 名称           | 配色     | 登場作品               | 備考 |
| -------------- | -------- | ---------------------- | ---- |
| ターミネーター | 青色     | ドラゴンボール3 悟空伝 |      |
| 殺人サイボーグ | ピンク色 | ドラゴンボール3 悟空伝 |      |
ムラサキ曹長の色違い
ムラサキ曹長は『ドラゴンボール3 悟空伝』では服が紫色。
| 名称 | 配色                  | 登場作品               | 備考 |
| ---- | --------------------- | ---------------------- | ---- |
| 下忍 | 服が灰色              | ドラゴンボール3 悟空伝 |      |
| 上忍 | 服が赤茶色 目も赤茶色 | ドラゴンボール3 悟空伝 |      |
ブヨンの色違い
ブヨンは『ドラゴンボール3 悟空伝』では黄緑色。
| 名称   | 配色 | 登場作品               | 備考 |
| ------ | ---- | ---------------------- | ---- |
| ガキン | 青色 | ドラゴンボール3 悟空伝 |      |
番人ロボの色違い
番人ロボは『ドラゴンボール3 悟空伝』では紫色。
| 名称                 | 配色                       | 登場作品                         | 備考 |
| -------------------- | -------------------------- | -------------------------------- | ---- |
| パトロールロボ       | 赤色                       | ドラゴンボール3 悟空伝           |      |
| ドクロロボ           | 顔が灰色 体が濃い青色      | ドラゴンボール改 サイヤ人来襲    |      |
| キャプテンロボ       | 顔が黄色 体が赤色          | ドラゴンボール改 サイヤ人来襲    |      |
| 海賊ロボ1号          | 顔が薄い肌色 腕と足が茶色  | ドラゴンボールZ クロスキーパーズ |      |
| 海賊ロボ3号          | 顔が薄い肌色 足が濃い茶色  | ドラゴンボールZ クロスキーパーズ |      |
| 海賊ロボ4号          | 顔が薄い肌色 足が青色      | ドラゴンボールZ クロスキーパーズ |      |
| 海賊ロボ5号          | 顔が薄い肌色 足が黄緑色    | ドラゴンボールZ クロスキーパーズ |      |
| ガイコツロボ壱型[48] | 顔が白色 肩が茶色 体が黒色 | ドラゴンボール カカロット        |      |
| 携帯型戦闘ロボット   | 顔が白色 肩が茶色 体が黒色 | ドラゴンボール カカロット        |      |
| ガイコツロボ参型     | 顔が白色 肩が茶色          | ドラゴンボール カカロット        |      |
| スーパーピラフマシン | 顔が白色 肩が茶色          | ドラゴンボール カカロット        |      |
| 暴走ロボット         | 顔が白色 肩が茶色          | ドラゴンボール カカロット        |      |
| ヨージンボー         | 顔が白色 肩が茶色          | ドラゴンボール カカロット        |      |
| 密猟用ロボット       | 顔が白色 肩が青色          | ドラゴンボール カカロット        |      |
| 新型ピラフマシン     | 顔が白色 肩が青色          | ドラゴンボール カカロット        |      |
| ガイコツロボ弐型     | 顔が白色 肩が青色          | ドラゴンボール カカロット        |      |
| 桃白白マシン         | 顔が濃い青色 肩が紫色      | ドラゴンボール カカロット        |      |
バトルジャケットの色違い
バトルジャケットは『ドラゴンボール3 悟空伝』では紫色。
| 名称           | 配色   | 登場作品                                        | 備考    |
| -------------- | ------ | ----------------------------------------------- | ------- |
| ピラフマシーン | 灰色   | ドラゴンボール 大魔王復活                       | [注 71] |
| ピラフマシーン | 黄緑色 | ドラゴンボール3 悟空伝                          | [注 71] |
| メカデビル     | 青色   | ドラゴンボール3 悟空伝                          |         |
| 名称なし       | 白色   | Let's! TV プレイ スカウターバトル体感かめはめ波 | [注 72] |
| 名称なし       | 黒色   | Let's! TV プレイ スカウターバトル体感かめはめ波 | [注 72] |
| 名称なし       | 赤色   | Let's! TV プレイ スカウターバトル体感かめはめ波 | [注 72] |
ミイラくんの色違い
ミイラくんは『ドラゴンボール3 悟空伝』では白色。
| 名称   | 配色     | 登場作品               | 備考 |
| ------ | -------- | ---------------------- | ---- |
| 包帯男 | 白と水色 | ドラゴンボール3 悟空伝 |      |
| マミー | 灰色     | ドラゴンボール3 悟空伝 |      |
アックマンの色違い
アックマンは『ドラゴンボール3 悟空伝』では青色。
| 名称     | 配色     | 登場作品               | 備考 |
| -------- | -------- | ---------------------- | ---- |
| デビルズ | ピンク色 | ドラゴンボール3 悟空伝 |      |
| サターン | 紫色     | ドラゴンボール3 悟空伝 |      |
ピラフマシーン（ピラフ機）の色違い
ピラフマシーン（ピラフ機）は『ファミコンジャンプII 最強の7人』では水色。
| 名称             | 配色   | 登場作品                       | 備考    |
| ---------------- | ------ | ------------------------------ | ------- |
| バトルジャケット | 青色   | ファミコンジャンプII 最強の7人 | [注 73] |
| バトルアーマー   | 黄緑色 | ファミコンジャンプII 最強の7人 |         |
ピラフマシーン（シュウ機）の色違い
ピラフマシーン（シュウ機）は『ファミコンジャンプII 最強の7人』では水色。
| 名称           | 配色 | 登場作品                       | 備考 |
| -------------- | ---- | ------------------------------ | ---- |
| マリンカプセル | 青色 | ファミコンジャンプII 最強の7人 |      |
ピラフマシーン（マイ機）の色違い
ピラフマシーン（マイ機）は『ファミコンジャンプII 最強の7人』では水色。
| 名称             | 配色       | 登場作品                       | 備考 |
| ---------------- | ---------- | ------------------------------ | ---- |
| パワージャケット | 朱色       | ファミコンジャンプII 最強の7人 |      |
| ロケットアーマー | 白色と黒色 | ファミコンジャンプII 最強の7人 |      |
天津飯の色違い
| 名称           | 配色                        | 登場作品                    | 備考 |
| -------------- | --------------------------- | --------------------------- | ---- |
| クローン天津飯 | 目が赤色 服が薄い黒色と赤色 | ドラゴンボール ファイターズ |      |
タンバリンの色違い
タンバリンは『ドラゴンボール3 悟空伝』では緑色、翼あり。『ドラゴンボール アドバンスアドベンチャー』では肌が黄緑色、腰に巻いている服が黄色、翼あり。
| 名称               | 配色                    | 形状   | 登場作品                                                               | 備考    |
| ------------------ | ----------------------- | ------ | ---------------------------------------------------------------------- | ------- |
| ハープ             | 青色                    | 翼あり | ドラゴンボール3 悟空伝                                                 |         |
| マンドリン         | 赤色                    | 翼あり | ドラゴンボール3 悟空伝 Let's! TV プレイ スカウターバトル体感かめはめ波 | [注 72] |
| 名称なし           | 肌が水色 服が黄色       | 翼なし | ドラゴンボール アドバンスアドベンチャー                                |         |
| 名称なし           | 肌が黄緑色 服がピンク色 | 翼なし | ドラゴンボール アドバンスアドベンチャー                                |         |
| 名称なし           | 黒色                    | 翼あり | Let's! TV プレイ スカウターバトル体感かめはめ波                        | [注 72] |
| 名称なし           | 白色                    | 翼あり | Let's! TV プレイ スカウターバトル体感かめはめ波                        | [注 72] |
| モンキータンバリン | ??                      | 翼あり | ドラゴンボール RPG                                                     |         |
| カスタネット       | ??                      | 翼あり | ドラゴンボール RPG 超ドラゴンボール RPG                                |         |
| ハモニカ           | ??                      | 翼あり | ドラゴンボール RPG 超ドラゴンボール RPG                                |         |
| エレキ             | ??                      | 翼あり | ドラゴンボール RPG 超ドラゴンボール RPG                                |         |
シンバルの色違い
シンバルは『ドラゴンボール3 悟空伝』では緑色。
| 名称     | 配色   | 登場作品               | 備考 |
| -------- | ------ | ---------------------- | ---- |
| ベル     | 青緑色 | ドラゴンボール3 悟空伝 |      |
| マリンバ | 紫色   | ドラゴンボール3 悟空伝 |      |
ドラムの色違い
ドラムは『ドラゴンボール3 悟空伝』では緑色。
| 名称   | 配色   | 登場作品               | 備考 |
| ------ | ------ | ---------------------- | ---- |
| ビオラ | 青紫色 | ドラゴンボール3 悟空伝 |      |
| コンガ | 灰色   | ドラゴンボール3 悟空伝 |      |
ピッコロの色違い
| 名称             | 配色                        | 登場作品                                                     | 備考 |
| ---------------- | --------------------------- | ------------------------------------------------------------ | ---- |
| 戦闘人形ピッコロ | オリジナルと同色            | ドラゴンボールZ 真武道会2                                    |      |
| クローンピッコロ | 目が赤色 服が薄い黒色と赤色 | ドラゴンボール ファイターズ スーパードラゴンボールヒーローズ |      |
孫悟飯の色違い
| 名称                               | 配色                        | 登場作品                                                     | 備考 |
| ---------------------------------- | --------------------------- | ------------------------------------------------------------ | ---- |
| 戦闘人形孫悟飯（少年期）           | オリジナルと同色            | ドラゴンボールZ 真武道会2                                    |      |
| 戦闘人形超サイヤ人孫悟飯（少年期） | オリジナルと同色            | ドラゴンボールZ 真武道会2                                    |      |
| 戦闘人形孫悟飯（青年期）           | オリジナルと同色            | ドラゴンボールZ 真武道会2                                    |      |
| クローン孫悟飯：青年期             | 目が赤色 服が薄い黒色と赤色 | ドラゴンボール ファイターズ スーパードラゴンボールヒーローズ |      |
栽培マン（サイバイマン）の色違い
栽培マン（サイバイマン）は『ドラゴンボールZ 強襲!サイヤ人』と『ファミコンジャンプII 最強の7人』と『ドラゴンボールZ 超サイヤ伝説』と『ドラゴンボール改 サイヤ人来襲』と『ドラゴンボール ゼノバース』と『ドラゴンボール ゼノバース2』と『ドラゴンボール レジェンズ』と『ドラゴンボール カカロット』では黄緑色。
| 名称             | 配色                           | 登場作品 | 備考                    |
| ---------------- | ------------------------------ | --- | ----------------------- |
| カイワレマン     | 水色                           | ドラゴンボールZ 強襲!サイヤ人 |                         |
| カイワレマン     | 青と水色                       | ドラゴンボールZ 超サイヤ伝説 Let's! TV プレイ バトル体感かめはめ波2 ドラゴンボール改 サイヤ人来襲 ドラゴンボール ゼノバース ドラゴンボール ゼノバース2 ドラゴンボールZ クロスキーパーズ ドラゴンボール レジェンズ[49] ドラゴンボールZ カカロット[48]                                           | [注 72]                 |
| キュウコンマン   | 橙色                           | ドラゴンボールZ 強襲!サイヤ人 ドラゴンボールZ 超サイヤ伝説 DRAGON BALL Z SAGAS ドラゴンボール改 サイヤ人来襲 ドラゴンボール ゼノバース ドラゴンボール ゼノバース2 ドラゴンボールZ ドッカンバトル ドラゴンボールZ クロスキーパーズ ドラゴンボール レジェンズ[50] ドラゴンボールZ カカロット[48] | [注 74][注 75]          |
| キュウコンマン   | 濃い黄緑色                     | ファミコンジャンプII 最強の7人 |                         |
| コピーマン       | 黒色                           | ドラゴンボールZ 超サイヤ伝説 Let's! TV プレイ スカウターバトル体感かめはめ波 ドラゴンボール ゼノバース ドラゴンボール ゼノバース2 ドラゴンボールZ クロスキーパーズ ドラゴンボール レジェンズ[51]                                                                                               | [注 72]                 |
| テンネンマン     | 薄紫色と濃い水色               | ドラゴンボールZ 超サイヤ伝説 ドラゴンボール ゼノバース ドラゴンボール ゼノバース2 ドラゴンボールZ クロスキーパーズ ドラゴンボール レジェンズ[52] ドラゴンボールZ カカロット[48] |                         |
| テンネンマン     | ピンク色と濃い水色             | ドラゴンボール改 サイヤ人来襲 |                         |
| ジンコウマン     | 銀色と黒色                     | ドラゴンボールZ 超サイヤ伝説 ドラゴンボール改 サイヤ人来襲 ドラゴンボール ゼノバース ドラゴンボール ゼノバース2 ドラゴンボールZ クロスキーパーズ ドラゴンボール レジェンズ[53] |                         |
| シードマン       | 緑色                           | ファミコンジャンプII 最強の7人 | [注 76]                 |
| 栽培レンジャー   | 黄緑色 水色 赤色 黄色 紫色 5体 | ドラゴンボールZ2 (PlayStation 2) |                         |
| 赤い栽培マン     | 赤色                           | ドラゴンボールZ3(PlayStation 2) DRAGON BALL Z SAGAS Let's! TV プレイ バトル体感かめはめ波 Let's! TV プレイ バトル体感かめはめ波2 Let's! TV プレイ スカウターバトル体感かめはめ波 Let's! TV プレイ バトル体感ゴムゴムのかめはめ波 ドラゴンボールヒーローズ                                      | [注 77] [注 72] [注 78] |
| サイバーV        | 白色                           | Let's! TV プレイ スカウターバトル体感かめはめ波 ドラゴンボール RPG | [注 72] [注 79]         |
| エグラット       | ??                             | ドラゴンボール RPG |                         |
| ジャッガイ       | 茶色                           | ドラゴンボール RPG |                         |
| コーン           | 黄色                           | ドラゴンボール RPG |                         |
| レッドピーマン   | 赤色                           | ドラゴンボール RPG 超ドラゴンボール RPG |                         |
| ミーズナ         | 青緑色                         | ドラゴンボール RPG 超ドラゴンボール RPG |                         |
| キンカンマン[54] | 金色                           | ドラゴンボール レジェンズ |                         |
| ギンナンマン[54] | 銀色                           | ドラゴンボール レジェンズ |                         |
| カカオマン[55]   | チョコ色                       | ドラゴンボール レジェンズ |                         |
ナッパの色違い
| 名称           | 配色                        | 登場作品                                                     | 備考 |
| -------------- | --------------------------- | ------------------------------------------------------------ | ---- |
| クローンナッパ | 目が赤色 服が薄い黒色と赤色 | ドラゴンボール ファイターズ スーパードラゴンボールヒーローズ |      |
ベジータの色違い
| 名称                       | 配色                        | 登場作品                                                     | 備考 |
| -------------------------- | --------------------------- | ------------------------------------------------------------ | ---- |
| 戦闘人形ベジータ           | オリジナルと同色            | ドラゴンボールZ 真武道会2                                    |      |
| 戦闘人形超サイヤ人ベジータ | オリジナルと同色            | ドラゴンボールZ 真武道会2                                    |      |
| 戦闘人形破壊王子ベジータ   | オリジナルと同色            | ドラゴンボールZ 真武道会2                                    |      |
| クローンベジータ           | 目が赤色 服が薄い黒色と赤色 | ドラゴンボール ファイターズ スーパードラゴンボールヒーローズ |      |
ナップルの色違い
ナップルは『ドラゴンボールZII 激神フリーザ!!』では薄い朱色。『ドラゴンボールZ 悟空激闘伝』（ゲームボーイ）では白黒。
| 名称     | 配色     | 登場作品                         | 備考 |
| -------- | -------- | -------------------------------- | ---- |
| ロンメ   | 水色     | ドラゴンボールZII 激神フリーザ!! |      |
| クランボ | 濃い橙色 | ドラゴンボールZII 激神フリーザ!! |      |
アプールの色違い
アプールは『ドラゴンボールZ 超サイヤ伝説』と『ドラゴンボールZII 激神フリーザ!!』と『ドラゴンボール ゼノバース』と『ドラゴンボール ゼノバース2』と『ドラゴンボール レジェンズ』では薄紫色、頭部に模様あり。オーレンはアニメ『ドラゴンボールZ』と『ドラゴンボール ゼノバース』と『ドラゴンボール ゼノバース2』と『ドラゴンボール レジェンズ』では肌が橙色、目が赤色、頭部に模様なし。『ドラゴンボールZ 超サイヤ伝説』では肌が橙色、目が白色、頭部に模様あり。
| 名称                  | 配色                          | 登場作品 | 備考    |
| --------------------- | ----------------------------- | --- | ------- |
| ナバナ                | 緑色 頭部に模様あり           | ドラゴンボールZII 激神フリーザ!!                                                                                         |         |
| ナバナ                | 肌が青緑色 頭部に模様あり     | ドラゴンボール ゼノバース ドラゴンボール ゼノバース2 ドラゴンボール レジェンズ[56]                                       |         |
| 凶悪化[注 26]ナバナ   | 肌が青緑色 頭部に模様あり     | ドラゴンボール ゼノバース2 （DLC「復活のF編」）                                                                          |         |
| ロベリー              | 黄土色 頭部に模様あり         | ドラゴンボールZII 激神フリーザ!!                                                                                         |         |
| ロベリー              | 肌が茶色 頭部に模様あり       | ドラゴンボール ゼノバース ドラゴンボール ゼノバース2 ドラゴンボール レジェンズ[57]                                       |         |
| 凶悪化[注 26]ロベリー | 肌が茶色 頭部に模様あり       | ドラゴンボール ゼノバース2 （DLC「復活のF編」）                                                                          |         |
| 凶悪化[注 26]オーレン | 橙色 頭部に模様なし           | ドラゴンボール ゼノバース2                                                                                               |         |
| ラモン                | 緑色 頭部に模様あり           | ドラゴンボールZ 超サイヤ伝説                                                                                             |         |
| ラモン                | 肌が濃い黄緑色 頭部に模様あり | Let's! TV プレイ バトル体感かめはめ波 ドラゴンボール ゼノバース ドラゴンボール ゼノバース2 ドラゴンボール レジェンズ[58] | [注 72] |
| 凶悪化[注 26]ラモン   | 肌が濃い黄緑色 頭部に模様あり | ドラゴンボール ゼノバース2 （DLC「復活のF編」）                                                                          |         |
| 名称なし              | 青色                          | Let's! TV プレイ スカウターバトル体感かめはめ波                                                                          | [注 72] |
| 名称なし              | 赤色                          | Let's! TV プレイ スカウターバトル体感かめはめ波                                                                          | [注 72] |
| ラズベ                | 赤紫色                        | ドラゴンボール RPG 超ドラゴンボール RPG ドラゴンボールウォーズ                                                           |         |
| ブルベリー            | 水色                          | ドラゴンボール RPG 超ドラゴンボール RPG ドラゴンボールウォーズ                                                           |         |
| ドラゴ                | 灰色                          | ドラゴンボール RPG 超ドラゴンボール RPG ドラゴンボールウォーズ                                                           |         |
| レンジ                | オレンジ色                    | ドラゴンボール RPG 超ドラゴンボール RPG ドラゴンボールウォーズ                                                           |         |
| スカイ                | 赤色                          | ドラゴンボール RPG 超ドラゴンボール RPG ドラゴンボールウォーズ                                                           |         |
| レモネ                | レモン色                      | ドラゴンボール RPG 超ドラゴンボール RPG ドラゴンボールウォーズ                                                           |         |
| グレプ                | 濃い青紫色                    | ドラゴンボール RPG 超ドラゴンボール RPG ドラゴンボールウォーズ                                                           |         |
| チジク                | 焦げ茶色                      | ドラゴンボール RPG 超ドラゴンボール RPG ドラゴンボールウォーズ                                                           |         |
キュイの色違い
キュイは『ドラゴンボールZ 超サイヤ伝説』では青紫色、『ドラゴンボールZII 激神フリーザ!!』では紫色。
| 名称       | 配色   | 登場作品                         | 備考 |
| ---------- | ------ | -------------------------------- | ---- |
| ゴンマー   | 青色   | ドラゴンボールZII 激神フリーザ!! |      |
| パイヤー   | 橙色   | ドラゴンボールZII 激神フリーザ!! |      |
| ゴリン     | 青緑色 | ドラゴンボールZ 超サイヤ伝説     |      |
| ストロブ   | 深緑色 | ドラゴンボールZ 超サイヤ伝説     |      |
| ランス     | 黄色   | ドラゴンボール RPG               |      |
| パッション | ??     | ドラゴンボール RPG               |      |
ドドリアの色違い
ドドリアは『ドラゴンボールZ 超サイヤ伝説』と『ドラゴンボールZII 激神フリーザ!!』ではピンク色。
| 名称           | 配色   | 登場作品                         | 備考 |
| -------------- | ------ | -------------------------------- | ---- |
| カーボス       | 黄色   | ドラゴンボールZII 激神フリーザ!! |      |
| ゴーマン       | 水色   | ドラゴンボールZ 超サイヤ伝説     |      |
| アプリコ       | 黄土色 | ドラゴンボールZ 超サイヤ伝説     |      |
| メタボリア     | 灰色   | ドラゴンボール RPG               |      |
| ギガメタボリア | 灰色   | ドラゴンボール RPG               |      |
ザーボンの色違い
ザーボンは肌がエメラルド色だが、『ドラゴンボールZII 激神フリーザ!!』では肌が青緑色。
| 名称   | 配色     | 登場作品                         | 備考 |
| ------ | -------- | -------------------------------- | ---- |
| ユーズ | 肌が紫色 | ドラゴンボールZII 激神フリーザ!! |      |
ザーボン（変身後）の色違い
ザーボン（変身後）は『ドラゴンボールZ 超サイヤ伝説』では肌がエメラルド色。
| 名称       | 配色         | 登場作品                     | 備考 |
| ---------- | ------------ | ---------------------------- | ---- |
| アボガ     | 肌が黄土色   | ドラゴンボールZ 超サイヤ伝説 |      |
| マンダリン | 肌がピンク色 | ドラゴンボールZ 超サイヤ伝説 |      |
バナンの色違い
バナンは『ドラゴンボールZ 超サイヤ伝説』では肌が水色、髪が橙色。『ドラゴンボールZ 悟空激闘伝』（ゲームボーイ）では白黒。また、アニメスペシャル『たったひとりの最終決戦』には同形状の色違い（肌が水色、髪が薄紫色）が登場。後者のキャラクターが出ているゲームもある。フリーザ一味#戦闘員を参照。
| 名称     | 配色                   | 登場作品                               | 備考    |
| -------- | ---------------------- | -------------------------------------- | ------- |
| グレップ | 肌が薄い黄緑、髪が紫色 | ドラゴンボールZ 超サイヤ伝説           |         |
| ビーチ   | 肌がピンク、髪が緑色   | ドラゴンボールZ 超サイヤ伝説           |         |
| 名称なし | 肌が橙色、髪が白色     | Let's! TV プレイ バトル体感かめはめ波2 | [注 72] |
| 名称なし | 肌が濃い水色、髪が白色 | Let's! TV プレイ バトル体感かめはめ波2 | [注 72] |
グルドの色違い
グルドは『ドラゴンボールZ 超サイヤ伝説』では緑色。
| 名称           | 配色                        | 登場作品                     | 備考 |
| -------------- | --------------------------- | ---------------------------- | ---- |
| ゼラ           | ピンク色                    | ドラゴンボールZ 超サイヤ伝説 |      |
| プーリン       | 黄色                        | ドラゴンボールZ 超サイヤ伝説 |      |
| クローングルド | 目が赤色 服が薄い黒色と赤色 | ドラゴンボール ファイターズ  |      |
リクームの色違い
リクームは『ドラゴンボールZ 超サイヤ伝説』では肌色。
| 名称             | 配色                        | 登場作品                     | 備考 |
| ---------------- | --------------------------- | ---------------------------- | ---- |
| アース           | ピンク色                    | ドラゴンボールZ 超サイヤ伝説 |      |
| ゾフト           | 水色                        | ドラゴンボールZ 超サイヤ伝説 |      |
| クローンリクーム | 目が赤色 服が薄い黒色と赤色 | ドラゴンボール ファイターズ  |      |
バータの色違い
バータは『ドラゴンボールZ 超サイヤ伝説』では青色。
| 名称           | 配色                        | 登場作品                     | 備考 |
| -------------- | --------------------------- | ---------------------------- | ---- |
| マーリガン     | 黄緑色                      | ドラゴンボールZ 超サイヤ伝説 |      |
| ジャン         | 灰色                        | ドラゴンボールZ 超サイヤ伝説 |      |
| クローンバータ | 目が赤色 服が薄い黒色と赤色 | ドラゴンボール ファイターズ  |      |
ジースの色違い
ジースは『ドラゴンボールZ 超サイヤ伝説』では肌が赤、髪が白色。
| 名称           | 配色                        | 登場作品                     | 備考 |
| -------------- | --------------------------- | ---------------------------- | ---- |
| バニーラ       | 肌が水色 髪が黄緑色         | ドラゴンボールZ 超サイヤ伝説 |      |
| ムース         | 肌が橙色 髪が青色           | ドラゴンボールZ 超サイヤ伝説 |      |
| モッツァレラ   | 肌が青色                    | ドラゴンボールRPG            |      |
| クローンジース | 目が赤色 服が薄い黒色と赤色 | ドラゴンボール ファイターズ  |      |
ギニューの色違い
ギニューは『ドラゴンボールZ 超サイヤ伝説』では紫色。
| 名称             | 配色                        | 登場作品                                                     | 備考 |
| ---------------- | --------------------------- | ------------------------------------------------------------ | ---- |
| ミルガ           | 焦げ茶色                    | ドラゴンボールZ 超サイヤ伝説                                 |      |
| ラクト           | レモン色                    | ドラゴンボールZ 超サイヤ伝説                                 |      |
| クローンギニュー | 目が赤色 服が薄い黒色と赤色 | ドラゴンボール ファイターズ スーパードラゴンボールヒーローズ |      |
イールの色違い
イールは『ドラゴンボールZIII 烈戦人造人間』では全体が黄緑色。『Let's! TV プレイ バトル体感かめはめ波2』では肌が黄緑色。
| 名称     | 配色 | 登場作品                               | 備考    |
| -------- | ---- | -------------------------------------- | ------- |
| オクトー | 橙色 | ドラゴンボールZIII 烈戦人造人間        |         |
| エイル   | 紫色 | ドラゴンボールZIII 烈戦人造人間        |         |
| 名称なし | 朱色 | Let's! TV プレイ バトル体感かめはめ波2 | [注 72] |
メーイの色違い
メーイは『ドラゴンボールZIII 烈戦人造人間』では青色。
| 名称   | 配色 | 登場作品                        | 備考 |
| ------ | ---- | ------------------------------- | ---- |
| キース | 紫色 | ドラゴンボールZIII 烈戦人造人間 |      |
フィッシの色違い
フィッシは『ドラゴンボールZIII 烈戦人造人間』では髪が水色。
| 名称   | 配色 | 登場作品                        | 備考 |
| ------ | ---- | ------------------------------- | ---- |
| ジーア | 朱色 | ドラゴンボールZIII 烈戦人造人間 |      |
| サーモ | 橙色 | ドラゴンボールZIII 烈戦人造人間 |      |
フリーザの色違い
フリーザは『ドラゴンボールZ外伝 サイヤ人絶滅計画』では白色と紫色。
| 名称                                   | 配色                        | 登場作品                                                     | 備考    |
| -------------------------------------- | --------------------------- | ------------------------------------------------------------ | ------- |
| フリーザサイコ                         | 緑色 肌が青色               | ドラゴンボールZ外伝 サイヤ人絶滅計画                         | [注 80] |
| 戦闘人形フリーザ（最終形態）           | オリジナルと同色            | ドラゴンボールZ 真武道会2                                    |         |
| 戦闘人形フリーザ（最終形態フルパワー） | オリジナルと同色            | ドラゴンボールZ 真武道会2                                    |         |
| クローンフリーザ：復活                 | 目が赤色 肌が黒色と薄い黒色 | ドラゴンボール ファイターズ スーパードラゴンボールヒーローズ |         |
| レプリカ[注 39]フリーザ（最終形態）    | 目が赤色                    | JUMP FORCE                                                   |         |
トランクスの色違い
| 名称                          | 配色                        | 登場作品                                                     | 備考 |
| ----------------------------- | --------------------------- | ------------------------------------------------------------ | ---- |
| 戦闘人形トランクス:未来       | オリジナルと同色            | ドラゴンボールZ 真武道会2                                    |      |
| 戦闘人形トランクス:未来（剣） | オリジナルと同色            | ドラゴンボールZ 真武道会2                                    |      |
| クローントランクス：青年期    | 目が赤色 服が薄い黒色と赤色 | ドラゴンボール ファイターズ スーパードラゴンボールヒーローズ |      |
ドクター・ゲロの色違い
| 名称                   | 配色                     | 登場作品                 | 備考 |
| ---------------------- | ------------------------ | ------------------------ | ---- |
| クローンドクター・ゲロ | 服が薄い黒色と灰色と赤色 | ドラゴンボールオンライン |      |
人造人間18号の色違い
| 名称                 | 配色             | 登場作品                  | 備考 |
| -------------------- | ---------------- | ------------------------- | ---- |
| 戦闘人形人造人間18号 | オリジナルと同色 | ドラゴンボールZ 真武道会2 |      |
セルジュニアの色違い
セルジュニアは『Let's! TV プレイ スカウターバトル体感かめはめ波』では青色。
| 名称     | 配色 | 登場作品                                        | 備考    |
| -------- | ---- | ----------------------------------------------- | ------- |
| 名称なし | 紫色 | Let's! TV プレイ スカウターバトル体感かめはめ波 | [注 72] |
| 名称なし | 赤色 | Let's! TV プレイ スカウターバトル体感かめはめ波 | [注 72] |
セルの色違い
| 名称                     | 配色                        | 登場作品                                                     | 備考 |
| ------------------------ | --------------------------- | ------------------------------------------------------------ | ---- |
| セル（完全体）           | オリジナルと同色            | ドラゴンボールZ 真武道会2                                    |      |
| セル（超完全体）         | オリジナルと同色            | ドラゴンボールZ 真武道会2                                    |      |
| クローンセル（超完全体） | 目が赤色 肌が黒色と薄い黒色 | ドラゴンボール ファイターズ スーパードラゴンボールヒーローズ |      |
ダーブラの色違い
| 名称             | 配色             | 登場作品                  | 備考 |
| ---------------- | ---------------- | ------------------------- | ---- |
| 戦闘人形ダーブラ | オリジナルと同色 | ドラゴンボールZ 真武道会2 |      |
魔人ブウ：無邪気の色違い
魔人ブウ:無邪気は『Let's! TV プレイ バトル体感かめはめ波』では手袋が橙色、マントが紫色。
| 名称                 | 配色                    | 登場作品                              | 備考    |
| -------------------- | ----------------------- | ------------------------------------- | ------- |
| 分身魔人ブウ：無邪気 | オリジナルと同色        | ドラゴンボールZ 真武道会2             |         |
| 名称なし             | 手袋、マントが黄緑色    | Let's! TV プレイ バトル体感かめはめ波 | [注 72] |
| 名称なし             | 手袋、マントが紫色      | Let's! TV プレイ バトル体感かめはめ波 | [注 72] |
| 名称なし             | 手袋が橙色 マントが赤色 | Let's! TV プレイ バトル体感かめはめ波 | [注 72] |
| 名称なし             | 手袋が水色 マントが青色 | Let's! TV プレイ バトル体感かめはめ波 | [注 72] |
ゴテンクスの色違い
| 名称               | 配色             | 登場作品                  | 備考 |
| ------------------ | ---------------- | ------------------------- | ---- |
| 戦闘人形ゴテンクス | オリジナルと同色 | ドラゴンボールZ 真武道会2 |      |
魔人ブウ：悪の色違い
| 名称             | 配色             | 登場作品                  | 備考 |
| ---------------- | ---------------- | ------------------------- | ---- |
| 分身魔人ブウ：悪 | オリジナルと同色 | ドラゴンボールZ 真武道会2 |      |
魔人ブウ：悪（ゴテンクス吸収）の色違い
| 名称                                   | 配色             | 登場作品                  | 備考 |
| -------------------------------------- | ---------------- | ------------------------- | ---- |
| 戦闘人形魔人ブウ：悪（ゴテンクス吸収） | オリジナルと同色 | ドラゴンボールZ 真武道会2 |      |
魔人ブウ：悪（悟飯吸収）の色違い
| 名称                             | 配色             | 登場作品                  | 備考 |
| -------------------------------- | ---------------- | ------------------------- | ---- |
| 戦闘人形魔人ブウ：悪（悟飯吸収） | オリジナルと同色 | ドラゴンボールZ 真武道会2 |      |
魔人ブウ：純粋の色違い
| 名称                   | 配色                          | 登場作品                                                     | 備考 |
| ---------------------- | ----------------------------- | ------------------------------------------------------------ | ---- |
| クローン魔人ブウ：純粋 | 肌が暗いピンク色 服が薄い黒色 | ドラゴンボール ファイターズ スーパードラゴンボールヒーローズ |      |

### アニメキャラクターの色違い
ウクレレの色違い
| 名称     | 敵のレベル | 配色   | 登場作品                                                          | 備考   |
| -------- | ---------- | ------ | ----------------------------------------------------------------- | ------ |
| ウクレレ | レベル1    | 水色   | ドラゴンボール 大魔王復活 ドラゴンボール アドバンスアドベンチャー | [注 5] |
| ウクレレ | レベル2    | 黄緑色 | ドラゴンボール 大魔王復活 ドラゴンボール アドバンスアドベンチャー | [注 5] |
| ウクレレ | レベル3    | 青色   | ドラゴンボール 大魔王復活                                         | [注 5] |
| ウクレレ | レベル4    | 紫色   | ドラゴンボール 大魔王復活                                         | [注 5] |
オニオンの色違い
オニオンは『ドラゴンボールZ 強襲!サイヤ人』では顔が肌色、戦闘服が薄い茶色。
| 名称       | 配色                   | 登場作品                      | 備考 |
| ---------- | ---------------------- | ----------------------------- | ---- |
| パンプキン | オニオンより色が浅黒い | ドラゴンボールZ 強襲!サイヤ人 |      |
ラーズベリの色違い
ラーズベリは『ドラゴンボールZII 激神フリーザ!!』と『ドラゴンボール ゼノバース』と『ドラゴンボール ゼノバース2』と『ドラゴンボール レジェンズ』ではアンダースーツが紫色。『ドラゴンボールZ 悟空激闘伝』（ゲームボーイ）では白黒。
| 名称                  | 配色                              | 登場作品                                                                           | 備考 |
| --------------------- | --------------------------------- | ---------------------------------------------------------------------------------- | ---- |
| ネイブル              | 灰色                              | ドラゴンボールZII 激神フリーザ!!                                                   |      |
| ネイブル              | 顔が肌色 スーツが黒と黄土色       | ドラゴンボール ゼノバース ドラゴンボール ゼノバース2 ドラゴンボール レジェンズ[59] |      |
| 凶悪化[注 26]ネイブル | 顔が肌色 スーツが黒と黄土色       | ドラゴンボール ゼノバース2 （DLC「復活のF編」）                                    |      |
| モンレー              | 顔とスーツが濃い水色              | ドラゴンボールZII 激神フリーザ!!                                                   |      |
| モンレー              | 顔が水色 アンダースーツが濃い水色 | ドラゴンボール ゼノバース ドラゴンボール ゼノバース2 ドラゴンボール レジェンズ[60] |      |
| 凶悪化[注 26]モンレー | 顔が水色 アンダースーツが濃い水色 | ドラゴンボール ゼノバース2 （DLC「復活のF編」）                                    |      |
| グプレー              | 朱色                              | ドラゴンボールZII 激神フリーザ!!                                                   |      |
| グプレー              | 顔が肌色 スーツが黒と茶色         | ドラゴンボール ゼノバース ドラゴンボール ゼノバース2 ドラゴンボール レジェンズ[61] |      |
| 凶悪化[注 26]グプレー | 顔が肌色 スーツが黒と茶色         | ドラゴンボール ゼノバース2                                                         |      |
マシンミュータントの色違い
マシンミュータントは『Let's! TV プレイ スカウターバトル体感かめはめ波』では紫色、白色、青色の3種。
| 名称     | 配色 | 登場作品                                        | 備考    |
| -------- | ---- | ----------------------------------------------- | ------- |
| 名称なし | 赤色 | Let's! TV プレイ スカウターバトル体感かめはめ波 | [注 72] |
| 名称なし | 緑色 | Let's! TV プレイ スカウターバトル体感かめはめ波 | [注 72] |
| 名称なし | 黒色 | Let's! TV プレイ スカウターバトル体感かめはめ波 | [注 72] |

### 映画キャラクターの色違い
サンショの色違い
サンショは『ドラゴンボールZ 強襲!サイヤ人』では水色。
| 名称     | 配色 | 登場作品                      | 備考 |
| -------- | ---- | ----------------------------- | ---- |
| シナモン | 灰色 | ドラゴンボールZ 強襲!サイヤ人 |      |
ニッキーの色違い
ニッキーは『ドラゴンボールZ 強襲!サイヤ人』では水色。
| 名称   | 配色 | 登場作品                      | 備考 |
| ------ | ---- | ----------------------------- | ---- |
| ハーブ | 朱色 | ドラゴンボールZ 強襲!サイヤ人 |      |
ジンジャーの色違い
ジンジャーは『ドラゴンボールZ 強襲!サイヤ人』では緑色。
| 名称       | 配色 | 登場作品                      | 備考 |
| ---------- | ---- | ----------------------------- | ---- |
| ジャスミン | 水色 | ドラゴンボールZ 強襲!サイヤ人 |      |
ターレスの色違い
ターレスは『ドラゴンボールZ外伝 サイヤ人絶滅計画』では顔が濃い肌色、戦闘服が水色。
| 名称               | 配色     | 登場作品                             | 備考    |
| ------------------ | -------- | ------------------------------------ | ------- |
| ターレスミラージュ | 肌が緑色 | ドラゴンボールZ外伝 サイヤ人絶滅計画 | [注 80] |
| ターレスファントム | 肌が紫色 | ドラゴンボールZ外伝 サイヤ人絶滅計画 | [注 80] |
スラッグの色違い
スラッグは『ドラゴンボールZ外伝 サイヤ人絶滅計画』では肌が緑色。
| 名称             | 配色                              | 登場作品                             | 備考    |
| ---------------- | --------------------------------- | ------------------------------------ | ------- |
| スラッグマインド | 肌が青色                          | ドラゴンボールZ外伝 サイヤ人絶滅計画 | [注 80] |
| スラッグメンタル | スラッグより肌が濃い緑色 肌が青色 | ドラゴンボールZ外伝 サイヤ人絶滅計画 | [注 80] |
ネイズ型の色違い
ネイズは『ドラゴンボールZIII 烈戦人造人間』では茶色。
| 名称     | 配色 | 登場作品                        | 備考 |
| -------- | ---- | ------------------------------- | ---- |
| カーマス | 青色 | ドラゴンボールZIII 烈戦人造人間 |      |
| マイネー | 緑色 | ドラゴンボールZIII 烈戦人造人間 |      |
サウザーの色違い
サウザーは『ドラゴンボールZIII 烈戦人造人間』では顔が水色。
| 名称     | 配色     | 登場作品                        | 備考 |
| -------- | -------- | ------------------------------- | ---- |
| フレイン | 青緑色   | ドラゴンボールZIII 烈戦人造人間 |      |
| レータ   | 顔が茶色 | ドラゴンボールZIII 烈戦人造人間 |      |
ドーレの色違い
ドーレは『ドラゴンボールZIII 烈戦人造人間』では緑色。
| 名称     | 配色 | 登場作品                        | 備考 |
| -------- | ---- | ------------------------------- | ---- |
| ソーイ   | 橙色 | ドラゴンボールZIII 烈戦人造人間 |      |
| リッパー | 水色 | ドラゴンボールZIII 烈戦人造人間 |      |
クウラの色違い
クウラは『ドラゴンボールZ外伝 サイヤ人絶滅計画』では白色と紫色。
| 名称         | 配色                | 登場作品                             | 備考    |
| ------------ | ------------------- | ------------------------------------ | ------- |
| クウラソウル | 浅黒い紫色 肌が青色 | ドラゴンボールZ外伝 サイヤ人絶滅計画 | [注 80] |

### ゲームオリジナルキャラクターの色違い
キンカーンの色違い
キンカーンは『ドラゴンボールZ外伝 サイヤ人絶滅計画』と『ドラゴンボールZ 真サイヤ人絶滅計画 -地球編-』では青色。
| 名称       | 配色                  | 登場作品                                                                         | 備考         |
| ---------- | --------------------- | -------------------------------------------------------------------------------- | ------------ |
| ポンカーン | 橙色                  | ドラゴンボールZ外伝 サイヤ人絶滅計画 ドラゴンボールZ 真サイヤ人絶滅計画 -地球編- | [注 9]       |
| ボンターン | 肌がピンク色 目が緑色 | ドラゴンボールZ外伝 サイヤ人絶滅計画                                             | [注 7][注 9] |
| カワーズ   | 肌がピンク色 目が白色 | ドラゴンボールZ外伝 サイヤ人絶滅計画 ドラゴンボールZ 真サイヤ人絶滅計画 -地球編- | [注 9]       |
アービーの色違い
アービーは『ドラゴンボールZ外伝 サイヤ人絶滅計画』では肌が黄緑色、髪が薄い紫色。『ドラゴンボールZ 真サイヤ人絶滅計画 -地球編-』では肌が緑色、髪が薄い紫色。
| 名称       | 配色 | 登場作品                                                                         | 備考         |
| ---------- | ---- | -------------------------------------------------------------------------------- | ------------ |
| ローザック | 橙色 | ドラゴンボールZ外伝 サイヤ人絶滅計画                                             | [注 7][注 9] |
| ジーク     | 紫色 | ドラゴンボールZ外伝 サイヤ人絶滅計画 ドラゴンボールZ 真サイヤ人絶滅計画 -地球編- | [注 9]       |
グーレの色違い
グーレは『ドラゴンボールZ外伝 サイヤ人絶滅計画』と『ドラゴンボールZ 真サイヤ人絶滅計画 -地球編-』では橙色。
| 名称     | 配色                  | 登場作品                                                                         | 備考   |
| -------- | --------------------- | -------------------------------------------------------------------------------- | ------ |
| スカッド | 肌が朱色 髪が紫色     | ドラゴンボールZ外伝 サイヤ人絶滅計画                                             | [注 9] |
| スカッド | 肌が薄い黄色 髪が紫色 | ドラゴンボールZ 真サイヤ人絶滅計画 -地球編-                                      | [注 9] |
| ブード   | 青色                  | ドラゴンボールZ外伝 サイヤ人絶滅計画 ドラゴンボールZ 真サイヤ人絶滅計画 -地球編- | [注 9] |

## アバター
『ドラゴンボールオンライン』以降のゲームでは、自分の分身となるプレイヤーキャラクター・アバターを作り出す作品が存在する。以下、その種類と登場作品。
アーケード版『ドラゴンボールヒーローズ』ではアバター・ヒーロータイプのみデフォルト名が存在する。また、漫画『ドラゴンボールヒーローズ Victory Mission』で一部のアバター・エリートタイプとアバター・バーサーカータイプにも公式名が付けられている。ドラゴンボールヒーローズのアバター公式名も以下に記す。名前が公表されていないものは「名称不明」と記載。
| 種類 | 登場作品                              | 備考                |
| --- | ------------------------------------- | ------------------- |
| アバター・人間族                                                                                            | ドラゴンボールオンライン              | [ 注 81 ]           |
| アバター・サイヤ人（男） ビート（ヒーロータイプ） エリト（エリートタイプ） バサーク（バーサーカータイプ）   | ドラゴンボールヒーローズ              | [ 注 82 ] [ 注 83 ] |
| アバター・サイヤ人（男） ビート（ヒーロータイプ） エリト（エリートタイプ） バサーク（バーサーカータイプ）   | スーパードラゴンボールヒーローズ      | [ 注 82 ] [ 注 83 ] |
| アバター・サイヤ人（女） ノート（ヒーロータイプ） ヴィオラ（エリートタイプ） フォルテ（バーサーカータイプ） | ドラゴンボールヒーローズ              | [ 注 82 ] [ 注 83 ] |
| アバター・サイヤ人（女） ノート（ヒーロータイプ） ヴィオラ（エリートタイプ） フォルテ（バーサーカータイプ） | スーパードラゴンボールヒーローズ      | [ 注 82 ] [ 注 83 ] |
| アバター・サイヤ人                                                                                          | ドラゴンボール アルティメットブラスト | [ 注 84 ]           |
| アバター・サイヤ人                                                                                          | ドラゴンボール ゼノバース             | [ 注 85 ] [ 注 86 ] |
| アバター・サイヤ人                                                                                          | ドラゴンボール ゼノバース2            | [ 注 85 ]           |
| アバター・サイヤ人                                                                                          | ドラゴンボールフュージョンズ          | [ 注 87 ]           |
| アバター・地球人                                                                                            | ドラゴンボール ゼノバース             | [ 注 85 ]           |
| アバター・地球人                                                                                            | ドラゴンボール ゼノバース2            | [ 注 85 ]           |
| アバター・地球人                                                                                            | ドラゴンボールフュージョンズ          | [ 注 87 ]           |
| アバター・ナメック星人                                                                                      | ドラゴンボールオンライン              | [ 注 88 ]           |
| アバター・ナメック星人                                                                                      | ドラゴンボール ゼノバース             | [ 注 89 ]           |
| アバター・ナメック星人                                                                                      | ドラゴンボール ゼノバース2            | [ 注 89 ]           |
| アバター・ナメック星人                                                                                      | ドラゴンボールフュージョンズ          | [ 注 89 ]           |
| アバター・ナメック星人 ツムリ（ヒーロータイプ） 名称不明（エリートタイプ） カギュー（バーサーカータイプ）   | ドラゴンボールヒーローズ              | [ 注 82 ]           |
| アバター・ナメック星人 ツムリ（ヒーロータイプ） 名称不明（エリートタイプ） カギュー（バーサーカータイプ）   | スーパードラゴンボールヒーローズ      | [ 注 82 ]           |
| アバター・魔人族                                                                                            | ドラゴンボールオンライン              | [ 注 90 ]           |
| アバター・魔人族 カブラ（ヒーロータイプ） 名称不明（エリートタイプ） サラガ（バーサーカータイプ）           | ドラゴンボールヒーローズ              | [ 注 82 ]           |
| アバター・魔人族 カブラ（ヒーロータイプ） 名称不明（エリートタイプ） サラガ（バーサーカータイプ）           | スーパードラゴンボールヒーローズ      | [ 注 82 ]           |
| アバター・魔人                                                                                              | ドラゴンボール ゼノバース             | [ 注 85 ]           |
| アバター・魔人                                                                                              | ドラゴンボール ゼノバース2            | [ 注 85 ]           |
| アバター・フリーザ一族 フローズ（ヒーロータイプ） レゾック（エリートタイプ） 名称不明（バーサーカータイプ） | ドラゴンボールヒーローズ              | [ 注 82 ]           |
| アバター・フリーザ一族 フローズ（ヒーロータイプ） レゾック（エリートタイプ） 名称不明（バーサーカータイプ） | スーパードラゴンボールヒーローズ      | [ 注 82 ]           |
| アバター・フリーザ一族                                                                                      | ドラゴンボール ゼノバース             | [ 注 89 ]           |
| アバター・フリーザ一族                                                                                      | ドラゴンボール ゼノバース2            | [ 注 89 ]           |
| アバター・人造人間 ニム（ヒーロータイプ） ニコ（エリートタイプ） ゲノム（バーサーカータイプ）               | ドラゴンボールヒーローズ              | [ 注 82 ]           |
| アバター・人造人間 ニム（ヒーロータイプ） ニコ（エリートタイプ） ゲノム（バーサーカータイプ）               | スーパードラゴンボールヒーローズ      | [ 注 82 ]           |
| アバター・界王神 ゼン（ヒーロータイプ） フェン（エリートタイプ） ワイル（バーサーカータイプ）               | ドラゴンボールヒーローズ              | [ 注 82 ]           |
| アバター・界王神 ゼン（ヒーロータイプ） フェン（エリートタイプ） ワイル（バーサーカータイプ）               | スーパードラゴンボールヒーローズ      | [ 注 82 ]           |
| アバター・暗黒魔神 シャメル（ヒーロータイプ） 名称不明（エリートタイプ） 名称不明（バーサーカータイプ）     | スーパードラゴンボールヒーローズ      | [ 注 82 ]           |
| アバター・異星人                                                                                            | ドラゴンボールフュージョンズ          | [ 注 87 ]           |
| アバター・異界人                                                                                            | ドラゴンボールフュージョンズ          | [ 注 87 ]           |
| アバター（EXフュージョン）                                                                                  | ドラゴンボールフュージョンズ          | [ 注 91 ]           |
| アバター（マキシフュージョン）                                                                              | ドラゴンボールフュージョンズ          | [ 注 92 ]           |
| 凶悪化トキトキ都の英雄 凶悪化ゼノバース1アバター                                                            | ドラゴンボール ゼノバース2            |                     |